# Ion Antonescu
Ion Antonescu (Piteşti, 14 de junio de 1882-Jilava, 1 de junio de 1946) fue un militar y político rumano, que gobernó el país con poderes dictatoriales entre septiembre de 1940 y agosto de 1944, en estrecha alianza con el Eje. Considerado un criminal de guerra por su responsabilidad directa de la muerte de cientos de miles de personas, fue ejecutado en 1946.
Nacido en 1882 en una familia de tradición militar, participó en la Primera Guerra Mundial y durante la década de 1920 sirvió como agregado militar en Europa occidental. Como oficial del Estado Mayor, había desempeñado un papel destacado en la defensa rumana frente a los Imperios Centrales en 1916-1917 y en la victoria rumana frente a la República Soviética Húngara en 1919. A finales de la década, sirvió al frente de la escuela del Estado Mayor, en la que se ganó el respeto de una nueva generación de oficiales.
En 1934 se le nombró jefe del Estado Mayor rumano, pero sus desavenencias con el rey Carlos II, en especial por la corrupción de la camarilla real, llevaron a su destitución y traslado a un mando menor, acontecimiento que no disminuyó el prestigio de Antonescu entre la oficialidad, que lo consideraba generalmente honesto y eficaz. Su temperamento colérico, su insistencia en la disciplina y probidad le hicieron destacar en el Ejército rumano. Ministro de Defensa a finales de 1937 en el Gobierno derechista de Octavian Goga por insistencia de este a pesar de la oposición inicial del soberano, Antonescu dimitió poco después por el acoso del monarca a la Guardia de Hierro. Permaneció apartado de la política hasta el verano de 1940.
Crítico con las cesiones territoriales rumanas del verano y el otoño de 1940, alcanzó el poder durante la grave crisis interna que estas provocaron y que acabaron con el reinado de Carlos. Gobernó de manera dictatorial desde entonces hasta agosto de 1944. Mientras que Antonescu lograba consolidar el estrechamiento de las relaciones con Alemania en el otoño y el invierno, fracasaba su coalición con la Guardia de Hierro, que se mostró incompetente en el gobierno del país e incapaz de garantizar el orden interno y el desarrollo económico deseado por aquel. En enero de 1941, puso fin a la inestable coalición aplastando el levantamiento de la Guardia contra él, con el beneplácito de Hitler.
Participó en la invasión de la URSS junto a Alemania y se negó a detener el avance de las fuerzas rumanas una vez recuperadas Bucovina y Besarabia. Cuando la suerte de la guerra comenzó a favorecer a los Aliados, toleró contactos con estos, que no fructificaron. Con los ejércitos soviéticos a las puertas del país, el rey Miguel lo destituyó y arrestó en agosto de 1944, antes de solicitar el armisticio.
Responsable de la muerte de varios cientos de miles de judíos en Bucovina, Besarabia y Transnistria, la supervivencia de la mayoría de los de Valaquia y Moldavia se debió a su decisión del otoño de 1942 de posponer indefinidamente su deportación a los campos de exterminio de la Polonia ocupada.

## Comienzos y carácter de Antonescu

### Estudios militares y guerras balcánicas
Ion Antonescu nació en el seno de una familia burguesa de fe ortodoxa de larga tradición militar, en una ciudad al sur de Rumanía, Pitești, el 2 de junio de 1882. La familia carecía de toda relevancia social. Su padre, militar, falleció poco después y le criaron su madre y un tío, también militar, que tuvo gran influencia en el joven Antonescu. Su relación con el Ejército fue temprana: se graduó en la escuela de hijos de militares de Craiova en 1902, y de la preparatoria para oficiales de infantería y caballería en 1904; en ambas logró notas excelentes, las mejores de su promoción. Al acabar la escuela preparatoria, ingresó en la Academia de Caballería de Tirgoviste, de la que se graduó como primero de su año en 1906.
Al mando de una pequeña unidad de caballería, tomó parte en la represión de la revuelta campesina de 1907, en los alrededores de la ciudad de Galaţi, donde su tacto en la crisis causó la admiración del rey. En mayo de 1908, ascendió a teniente. Entre 1911 y 1913 asistió a la Escuela Superior de Guerra en Bucarest, de donde se licenció como capitán. Ese mismo año, participó en la segunda guerra balcánica como oficial del Estado Mayor de la 1.ª División de Caballería. Jefe de operaciones de la unidad, fue uno de los poquísimos oficiales en obtener en este conflicto la más alta condecoración militar rumana de la época.
Durante la Primera Guerra Mundial, en la que Rumanía entró en el verano de 1916, se le nombró jefe de operaciones del Ejército del Norte, a las órdenes del general Constantin Prezan. Como tal, dirigió los avances de las fuerzas rumanas en Transilvania. Tomó parte destacada en la infructuosa defensa de la capital en noviembre de 1916 y, cuando en diciembre se nombró a Prezan jefe del Estado Mayor, Antonescu se convirtió en jefe de operaciones del Ejército, ya con el grado de mayor. Tuvo un papel notable en la planificación de la estrategia que permitió al Ejército rumano repeler la ofensiva de los Imperios Centrales en 1917; se le ascendió entonces a teniente coronel y se mantuvo como lugarteniente de Prezan durante el resto del conflicto. Se opuso infructuosamente, junto a Prezan, a la firma de la paz con los Imperios Centrales; esta oposición llevó a su apartamiento temporal del mando, hasta el otoño de 1918, cuando Rumanía volvió a entrar en guerra poco antes del fin de la contienda.
Planeó más tarde la guerra contra la República Soviética Húngara, campaña que acabó con éxito con la toma de Budapest y el fin del régimen comunista. Los méritos de Antonescu en la guerra mundial y en la campaña húngara fueron reconocidos por el rey Fernando quien, entregándole su propia medalla de la orden de Miguel el Valiente a orillas del Tisza, le dijo:

Antonescu, ningún otro puede saber mejor que tu rey los grandes servicios que rendiste a esta tierra y lo que la Gran Rumanía te debe.

A pesar de que era ampliamente odiado por sus compañeros de la oficialidad rumana, se le consideraba un excelente militar, puntilloso en el cumplimiento de sus deberes y excepcionalmente probo —característica poco común en el Ejército rumano—.

### Mandos, agregado militar y carácter de Antonescu

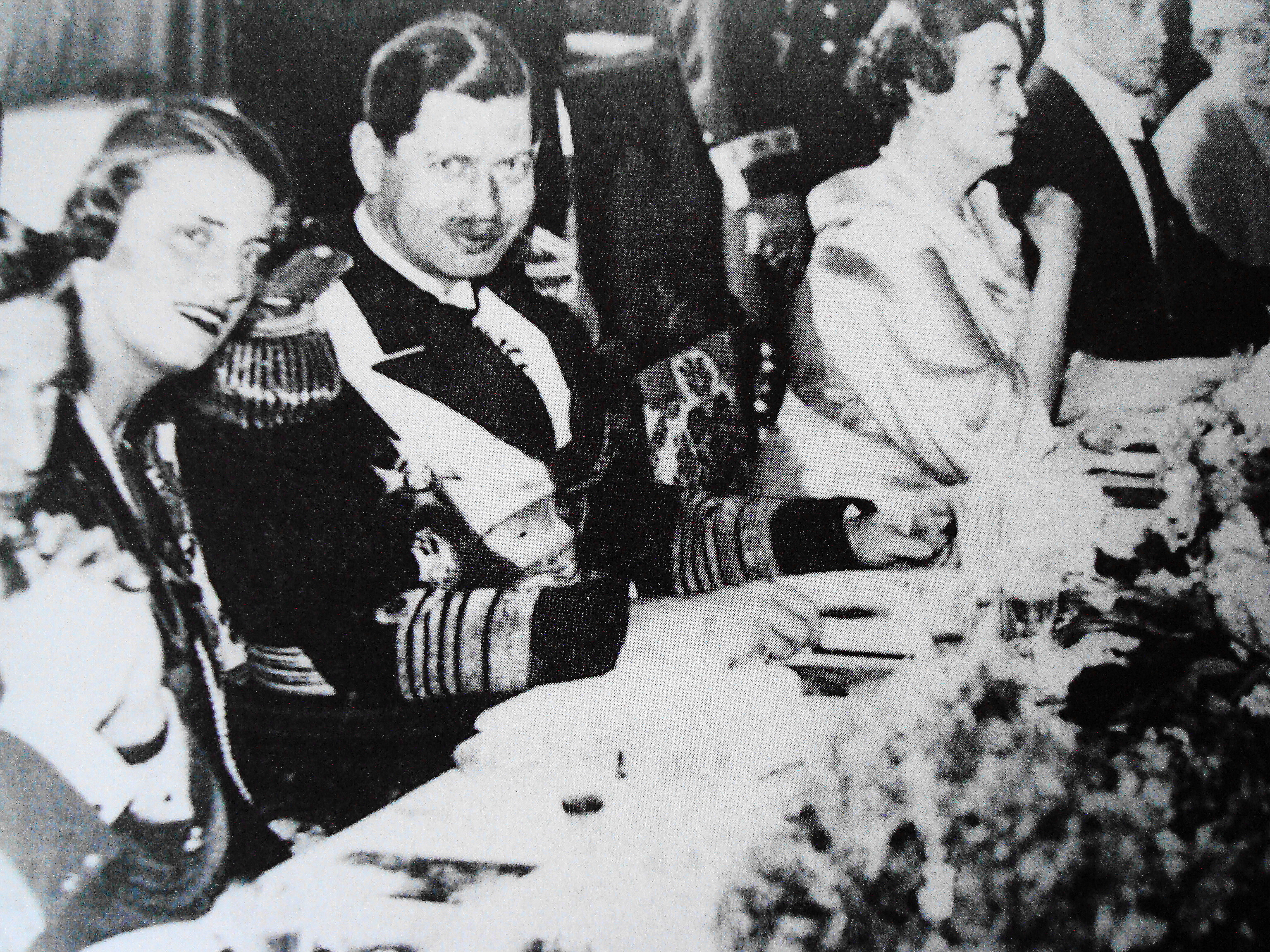
Carlos II, monarca durante los años treinta con el que Antonescu mantuvo tensas relaciones.

Se le encomendó la dirección de la Escuela Especial de Caballería en Sibiu tras la desmovilización del grueso del Ejército en 1920, puesto en el tuvo roces con el comandante del VIII Cuerpo de Ejército, cuyo mando estaba ubicado en la misma población. Logró poner en marcha la escuela tras grandes esfuerzos por los escasos medios a su disposición; casi perdió la vida el mismo año en una mala caída del caballo.
Pasó una breve temporada en Francia en 1921, donde asistió a un curso de espionaje. Industrioso y muy capaz, Antonescu mostraba ya en esta época también los defectos que manifestó el resto de su vida; según el agregado militar francés, que lo valoraba como candidato a agregado militar en Francia en 1920, Antonescu era:

Extremadamente industrioso, de gran valía militar y adecuado desde el punto de vista rumano para desempeñar ese puesto con éxito. Pero el teniente coronel Antonescu es extremadamente vanidoso en lo que se refiere a su persona y a su país, es chovinista, xenófobo y estoy convencido de que no podemos contar con él de ninguna manera para continuar la política de acercamiento militar franco-rumana o esperar recibir de él gratitud alguna por los servicios prestados por Francia.

Otro general francés lo describió en 1922, a punto de ser enviado finalmente a París como agregado militar de la embajada como:
«De inteligencia probada, brutal, astuto, muy arrogante, con una voluntad feroz de éxito. Estas son, junto con una xenofobia extrema, las características más notables de este extraño personaje».
Se lo despachó como agregado militar en el otoño por empeño del rey, que quiso alejarlo de las intrigas militares. Fue nombrado agregado también para el Reino Unido y Bélgica además de ante Francia en 1923 y trabó amistad con el embajador y futuro ministro de Asuntos Exteriores rumano Nicolae Titulescu. Quedó como representante únicamente ante el Reino Unido a comienzos de 1924, donde fue bien recibido. Contrajo matrimonio con su primera esposa durante su época en Francia; era una mujer de origen judío con la que tuvo su único hijo, que murió en la infancia. El matrimonio, sin embargo, se disolvió antes de que Antonescu regresase a Rumanía.
Regresó a Rumanía a finales de 1926, donde se le puso a cargo de una escuela militar de caballería y de un regimiento acuartelado cerca de la capital. Se casó con Maria Niculescu en 1928; desempeñó brevemente el cargo de secretario de Estado del Ministerio de Guerra el mismo año. Presidió la escuela del Estado Mayor entre 1927 y 1929 y nuevamente entre 1931 y 1933, donde se ganó el respeto de una nueva generación de oficiales de grado medio, muchos de ellos futuros mandos en la Segunda Guerra Mundial.

## Jefe del Estado Mayor e intentos de reforma
Ascendió a general de brigada en 1931. Se lo nombró jefe del Estado Mayor el 12 de diciembre de 1933 —para entonces era ya general de división, aunque varios oficiales le superaban en grado y veteranía, lo que suscitó quejas por su nombramiento—. El nuevo primer ministro Ion G. Duca le encargó la reforma del Ejército tras un sonado escándalo de contratos militares con la empresa checoslovaca Škoda,, con el apoyo del monarca y del ministro de Defensa y el beneplácito de todos los partidos del Parlamento. Decidió dar prioridad a la modernización del Ejército, al que veía incapaz de defender al país. Según un estudio que encargó en este periodo, el Ejército apenas podía desplegar diez divisiones en caso de guerra, situación preocupante ante el rearme de Hungría; esta conclusión llevó a la aprobación de un plan de rearme que se puso en marcha año y medio más tarde, en la primavera de 1935. Acabó dimitiendo en diciembre de 1934, por desacuerdos con el nuevo ministro de Defensa, el general Angelescu, tras meses de roces entre ambos. Había chocado con el rey por ascensos inmerecidos de militares cercanos a la camarilla real durante su periodo al frente del Estado Mayor. Durante esta época de crecimiento de la Guardia de Hierro, Antonescu veía a la formación de Codreanu como «falta de seriedad», aunque compartía su hostilidad hacia los judíos. Antonescu carecía de apoyos políticos a pesar de su buena reputación militar, sus contactos en la alta sociedad rumana eran escasos y, como oficial en activo, no podía afiliarse a formación política alguna. Durante esta época, sintió desprecio por la democracia parlamentaria rumana, manipulada por el monarca, que consideraba ponía en peligro la defensa del país.

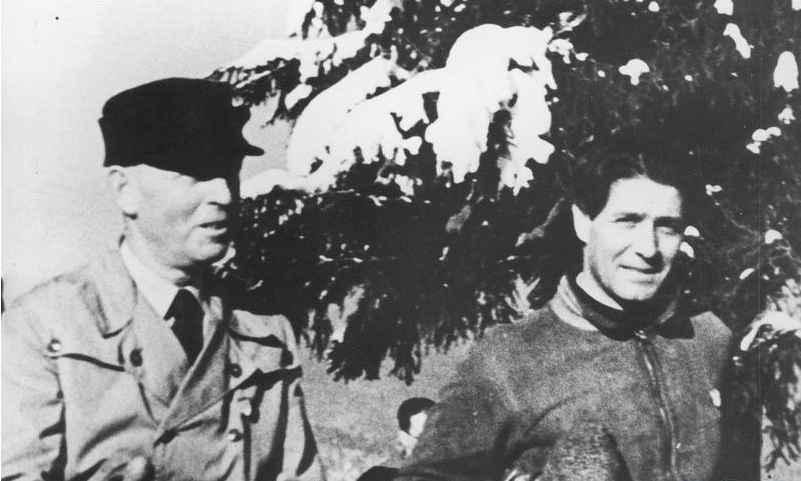
Antonescu junto al dirigente fascista Corneliu Zelea Codreanu.

## Alejado del Ejército
Relevado del Estado Mayor a finales de 1934, pasó los siguientes cuatro años a disposición de este, pero sin mando alguno, en una especie de laxo arresto domiciliario. Se mostró contrario a participar en política pese a que los principales partidos políticos de oposición anhelaban obtener su respaldo y el prestigio que conllevaba. Reticente al comienzo a entrevistarse con Codreanu, la intercesión de amigos personales cercanos al caudillo de la Guardia, el aparente abandono de la violencia de esta, su acuerdo con Maniu y la clara intención real de acabar con el sistema parlamentario terminaron por convencerle para hacerlo. Sostuvo diversos contactos con políticos de extrema derecha durante este periodo, a pesar de ser políticamente conservador, pero no radical, y de mantener una postura aliadófila —común a la mayoría de la oficialidad rumana— y no favorable a Alemania.

## Ministro de Defensa
Carlos encargó a Octavian Goga la formación de un nuevo Consejo de Ministros a finales de 1937, tras las complicadas elecciones de diciembre que dejaron un panorama incierto por el fracaso del partido en el poder, que no alcanzó la mayoría absoluta y la dificultad de que se formase un Gobierno de coalición; Goga, pese al encargo regio, había obtenido un escaso respaldo electoral (10 % de los votos). Era un extremista de derecha como Codreanu, pero, a diferencia de este, era también firme partidario del rey. Insistió en nombrar a Antonescu ministro de Defensa y, tras el rechazo inicial tanto del propio Antonescu como del monarca, le asignó el de Comunicaciones, por orden directa del rey, que Antonescu acató, mostrando su sentido del honor a la vez de que advertía al soberano de su intención de acabar con la corrupción que corroía el ministerio. Carlos cambió entonces de idea y concedió el Ministerio de Defensa a Antonescu al día siguiente. Uno de sus primeros actos como ministro fue visitar al agregado militar francés para asegurarle que Rumanía seguía manteniendo la tradicional alianza con Francia. Según Goga, su propia presencia al frente del gabinete debía favorecer las relaciones con Alemania mientras que la de Antonescu debía calmar cualquier aprensión francesa o británica sobre un posible cambio de alianzas por parte de Rumanía. Su gabinete era una inestable mezcla de ministros favorables a las potencias occidentales y de partidarios del Eje.
Antonescu se entrevistó con Codreanu y le aseguró la benevolencia del Ministerio del Interior, que encabezaba Armand Călinescu, a lo que Codreanu respondió con la promesa de abandonar la violencia política. Los enfrentamientos entre la Guardia y sus competidores de la LANC, apoyados por el rey, hicieron que Antonescu tratase de aplicar la ley marcial, aunque no logró detener los choques. El rey lo utilizó como enviado ante Codreanu, al que propuso entregar el Gobierno a cambio de obtener el control de la Guardia, a lo que Codreanu se negó. Convocadas nuevas elecciones, Antonescu prometió a Codreanu protegerlo en caso de que el monarca atacase a su formación, a cambio de que esta no respondiese con violencia a los ataques de la LANC. Codreanu anunció el 9 de febrero que se retiraba de la campaña electoral, convencido por Antonescu y tras obtener la promesa de protección frente a posibles ataques de las autoridades.
El acuerdo alcanzado por Goga y Codreanu, no consentido por el rey, que temía perder el control sobre la política del país, hizo que el monarca despidiese a Goga, implantase la dictadura real y formase un Gobierno el 11 de febrero encabezado por el patriarca ortodoxo Miron Cristea, en el que Antonescu permaneció como ministro de Defensa. El rey promulgó una nueva Constitución el 20 de febrero que abolió los partidos políticos; Codreanu no se opuso a la medida y disolvió su formación. Călinescu había expuesto la necesidad de eliminar a la Guardia mediante una acción radical en un consejo de ministros celebrado días antes, al que Antonescu no había asistido.

## Dictadura real

### Represión de la Guardia de Hierro y crisis europea

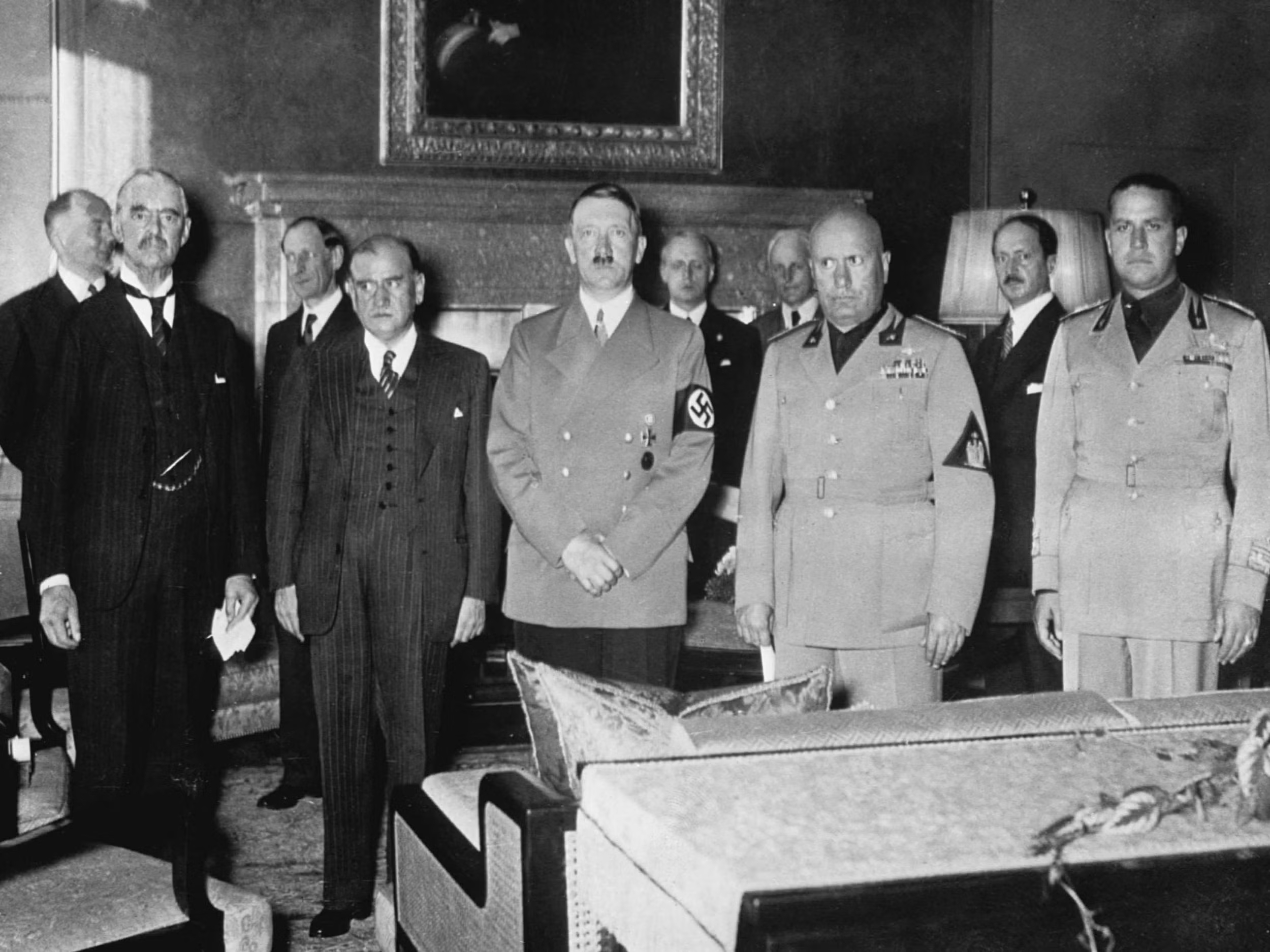
Los protagonistas del Acuerdo de Múnich, que desilusionó a Antonescu por la falta de firmeza anglo-francesa frente a Hitler.

Durante los meses que desempeñó el cargo de ministro de Defensa, volvió a constatar el mal estado de las fuerzas armadas rumanas, que habían vuelto a la corrupción y falta de preparación que ya había observado cuatro años antes durante su periodo al frente del Estado Mayor. En ambos periodos, fue una de las figuras fundamentales del rearme rumano que se llevó a cabo durante la década.
Ante la falta de resistencia de Codreanu cuando el rey ordenó disolver los partidos políticos, Călinescu decidió provocar un incidente para detenerlo. Codreanu le recriminó a Nicolae Iorga los ataques que había recibido en la publicación de este y Călinescu acusó al caudillo de la Guardia de libelo. Antonescu, contrario a la maniobra planificada de Călinescu, dimitió el 29 de marzo de 1938. En el juicio a Codreanu por alta traición en mayo, declaró como testigo de la defensa, junto a Iuliu Maniu. Condenado Codreanu, Antonescu fue detenido brevemente en su domicilio y luego enviado a provincias, al mando del 3.er Ejército en Besarabia. El rey trató de desacreditarlo, acusando a su mujer de bigamia (la esposa de Antonescu había estado casada previamente). La estratagema fracasó y aumentó el prestigio de Antonescu en el Ejército al tiempo que mermó la estima por el monarca.
Crítico con la postura anglo-francesa en la Crisis de Múnich, era cada vez más escéptico sobre el valor de la cercanía a los dos países, convenciéndose de la necesidad de un acercamiento a Alemania ante el crecimiento de su poder en Centroeuropa, que las potencias occidentales consentían. A comienzos de año, aún se había mostrado seguro de que Francia acudiría en ayuda de Checoslovaquia. Antonescu permaneció alejado del poder por el rey, ante el fracaso progresivo de la política de equilibrio de este en 1939 y 1940. No obstante, no dejó de ser una amenaza para el poder real. Un observador británico lo describía así en mayo de 1940:

El general Antonescu, hombre de gran integridad y antiguo ministro de la Guerra, ha perdido casi todo poder. Es demasiado independiente para que sea controlado por el rey a placer... Sin embargo, si surge la gran crisis, es seguro que se tendrá que acudir al general Antonescu debido al respeto que disfruta en el ejército.

El 29 de noviembre, el día antes del asesinato de Codreanu, acto que causó general indignación en el país, se le destituyó del mando del 3.er Ejército. Durante los dos años siguientes, no recibió mando alguno.

### Crisis del verano de 1940

Pérdidas territoriales en el verano de 1940 que precipitaron la abdicación de Carlos II y la toma del poder por Antonescu.

Tras el ultimátum soviético de junio de 1940 en que se exigía la inmediata entrega de Besarabia y del norte de Bucovina y al que Rumanía hubo de ceder por la falta de apoyo alemán, el rey ordenó el arresto de Antonescu el 12 de julio, sin consultar con el Gobierno ni con los mandos militares. El general había aconsejado al rey oponerse a las exigencias soviéticas o, al menos, negociar un periodo más largo de entrega de los territorios para lograr una evacuación ordenada de las unidades militares y evitar así la desmoralización del Ejército, además de criticar con dureza a los consejeros reales. El soberano entendió la exigencia de amplias reformas que hubiesen acabado con el poder de la camarilla real como una amenaza y ordenó la detención del general, aparentemente con la intención de asesinarlo como había hecho con Codreanu. El monarca temía el prestigio de Antonescu y lo veía como una amenaza a su control político y económico del país. Amigos del militar lograron la intervención del representante especial alemán en Rumanía, Hermann Neubacher, y del embajador Wilhelm Fabricius para evitar esta posibilidad. Recordando el asesinato en prisión de Codreanu y aunque no confiaban plenamente en el general, los alemanes accedieron a interceder ante el rey, que liberó a Antonescu el día 11 y lo internó en el monasterio de Bistrița desde el que este solicitó su abandono del Ejército, que le fue concedido.
La aceptación de las pérdidas territoriales del Segundo arbitraje de Viena por el rey condujo a este a una situación desesperada: a la pérdida de prestigio por las cesiones de territorio se unían la hostilidad de los dos principales partidos tradicionales al rey y la constante amenaza de la Guardia. Se sucedieron las manifestaciones organizadas por la Guardia de Hierro exigiendo la abdicación del monarca mientras que Iuliu Maniu, intuyendo que el soberano acudiría a la ayuda de Antonescu para salvar su régimen, logró su liberación. El general abandonó el monasterio de Bistrita y regresó a Predeal, donde residió acogido por unos amigos. Tras reunirse con él clandestinamente el 1 de septiembre, Maniu acordó que Antonescu aceptaría formar un nuevo Gobierno tras la abdicación del rey, que deseaba forzar. El 3 de septiembre, el monarca, persuadido finalmente por sus consejeros, llamó a Antonescu y se mostró dispuesto a deshacerse de su camarilla y encargarle el gobierno, pero no a darle poderes absolutos, por lo que Antonescu no aceptó el ofrecimiento. La intención del monarca era utilizar el prestigio de Antonescu en diversos ámbitos (en los partidos tradicionales, en la Guardia, en el Ejército y entre los alemanes, cada vez más partidarios de un gabinete del general) para conservar su poder.
El día 4, ante la agudización de las manifestaciones, Carlos ordenó al primer ministro Gigurtu la ejecución de quince presos de la Guardia, a lo que este se negó antes de dimitir. Se llamó de nuevo a Antonescu, que aceptó formar Gobierno una vez que el rey estuvo dispuesto a otorgarle «los poderes necesarios». Su intención era utilizar a Antonescu para calmar el disgusto popular por el fracaso de su política extranjera. El anuncio de que encabezaría el nuevo gabinete fue bien recibido por la población. Los dirigentes de los principales partidos, Maniu y Brătianu se negaron a entrar en el nuevo Gobierno antes de la abdicación del rey. Sima, escondido en Brașov tras el fracaso del levantamiento, también exigía la renuncia del soberano. El día 5, tras aceptar la aplicación del arbitraje de Viena, la recepción de una misión militar alemana y el aumento de los intercambios económicos con el Reich, Antonescu recibió el respaldo alemán. El embajador alemán, Fabricius, con el acuerdo del italiano, recomendó a Antonescu gobernar de manera dictatorial, destituir a la camarilla real y resolver la cuestión de la composición del nuevo Consejo de Ministros y de la posible abdicación del soberano. La madrugada del día 5, tras consultar al embajador alemán, Carlos finalmente delimitó los poderes que mantendría y los que otorgaría a Antonescu como primer ministro. Al mismo tiempo, abolió la Constitución y disolvió el Parlamento. Una vez más, Antonescu trató en vano de lograr el ingreso de los tres principales partidos en el nuevo gabinete, que nuevamente exigieron la abdicación. La Guardia retomó las violentas protestas callejeras contra el rey.
Tras intentar mantenerse en el trono y apoyarse en el Ejército, que no le respaldó, Carlos finalmente abdicó en su hijo de 19 años ante un ultimátum de Antonescu en la madrugada del día 6 y abandonó el país junto a su amante en un tren cargado de posesiones, que intentó detener sin éxito la Guardia. El nuevo monarca, Miguel, concedió plenos poderes a Antonescu el mismo día 6, nombrándole «caudillo del Estado rumano» (Conducătorul Statului Român). El general gozó desde entonces de poderes dictatoriales. Antonescu solicitó el regreso de la reina madre para aconsejar al nuevo rey —volvió el 15 de septiembre—, pero su actitud arrogante hacia ambos pronto hizo que su relación con la familia real se volviese tensa. El general convirtió al nuevo rey en una figura puramente ceremonial, mientras concentraba en sí mismo el poder político.

## El régimen antonesciano

### Inestable coalición con la Guardia

#### Fracaso del Gobierno de unidad

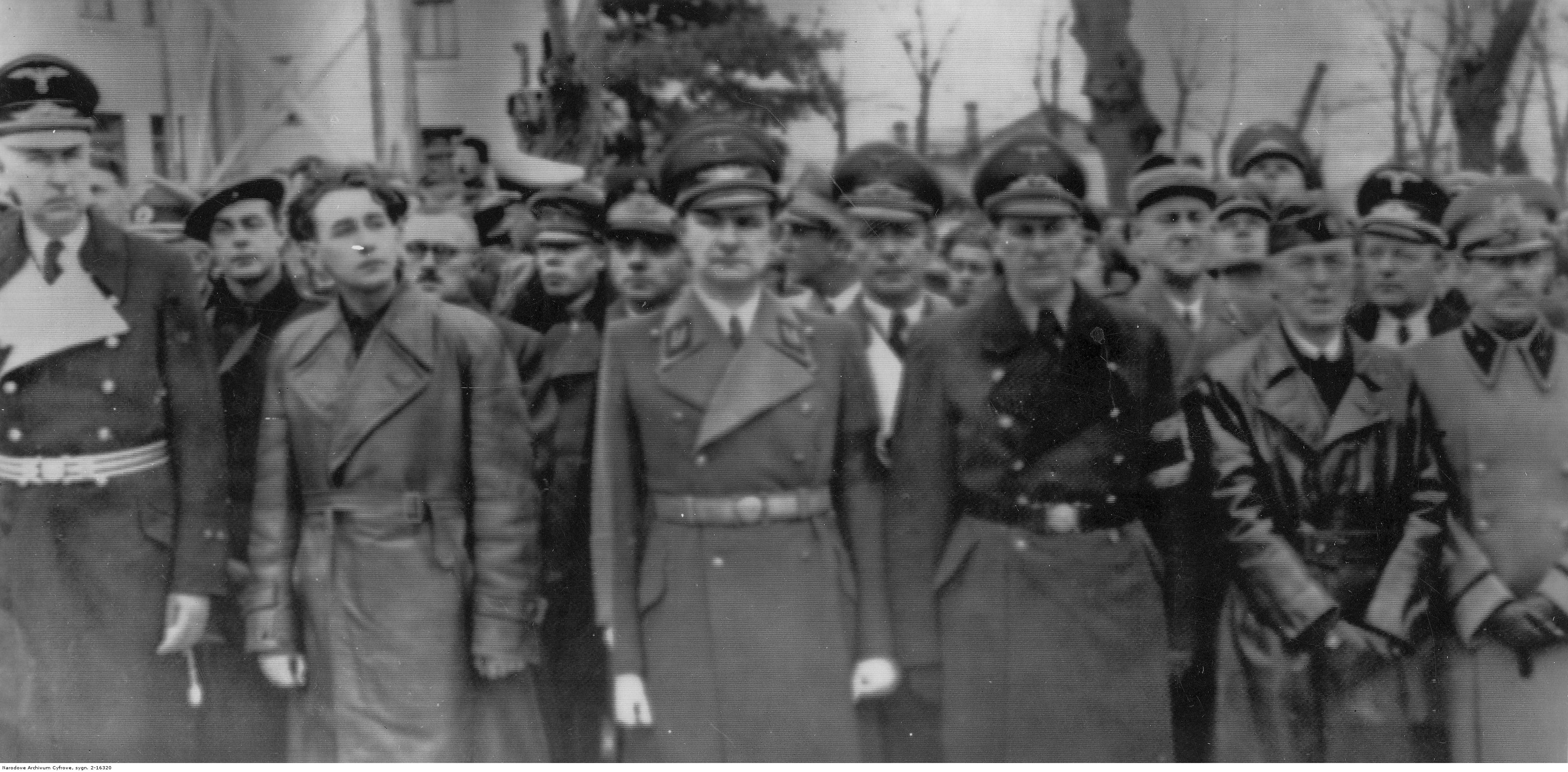
Antonescu, con abrigo de cuero oscuro, junto a Horia Sima (segundo por la izquierda) y diversos representantes alemanes en el entierro de Codreanu el 30 de noviembre de 1940. Las relaciones entre el general y la Guardia fueron empeorando hasta la violenta ruptura en enero siguiente. El corto Estado Nacional Legionario dio paso entonces a una dictadura militar.

Antonescu no tenía que responder ante ningún foro político de sus acciones, dirigiendo el Estado a través de decretos ley. El conjunto de decretos reales rubricados primero por Carlos y más tarde por Miguel durante la crisis del otoño de 1940 concentró en sus manos el poder legislativo y el ejecutivo. Ni el inexistente Parlamento ni el Consejo de Ministros controlaba sus acciones. Al mismo tiempo, los poderes del monarca quedaron muy reducidos.
El general intentó formar un Gobierno de unión nacional con dos partidos importantes, el Partido Nacional Campesino y el Partido Nacional Liberal, además de la Guardia de Hierro, pero no tuvo éxito, puesto que los dirigentes de los dos primeros rechazaron entrar en el Consejo de Ministros. A pesar de su antigua cercanía a Goga, sus partidarios eran una base insuficiente para sustentar el Gobierno; en aquel momento, las sucesivas retiradas militares habían desprestigiado al Ejército lo suficiente como para que Antonescu no pudiese tampoco sostenerse únicamente en los militares. Las negociaciones entre los diversos partidos, que parecían que al menos conducirían al ingreso de diversas corrientes de los liberales en el nuevo gabinete, finalmente fracasaron. Por lo tanto, el 14 de septiembre, Antonescu formó un Gobierno con los legionarios, siendo él presidente del Consejo de Ministros, y Horia Sima, el líder de la Guardia, vicepresidente. El mismo día, Rumanía fue declarada «Estado Nacional Legionario», con un único partido reconocido, la Guardia, condición que los Legionarios habían exigido durante las fallidas negociaciones con el resto de partidos. Antonescu, que despreciaba a los dirigentes legionarios a los que consideraba ineptos, les otorgó, sin embargo, importantes competencias, como el control de la prensa, de la propaganda oficial, las prefecturas provinciales o relevantes ministerios, como el de Interior o el de Exteriores y la mayoría de las secretarías de Estado. Los representantes alemanes, preocupados por las posibles repercusiones perjudiciales para sus intereses económicos en Rumanía de las medidas de la dirección de la Guardia, que les inspiraba escasa confianza, insistieron a Antonescu para que la mantuviese alejada de los principales ministerios. En efecto, los ministerios relacionados con la economía, justicia, agricultura o las fuerzas armadas quedaron en manos de militares, políticos conservadores o tecnócratas y solo el Ministerio de Interior de entre los que suponían un poder real quedó en manos de los legionarios. Desde el comienzo, este gabinete de coalición mostró tensiones internas e intentos de los dos grupos aliados por extender su poder y limitar el de su socio de Gobierno. La aparente concordia de Antonescu y los legionarios en septiembre y octubre apenas ocultaba el enfrentamiento entre ambas partes por controlar la administración y los organismos de seguridad, debido a los diferentes objetivos políticos de unos y otros. Antonescu rechazaba los deseos de Sima de imponer el modelo nacionalsocialista alemán a la política y economía rumanas y la ambición legionaria de controlarlas, convencido de su incapacidad y deseaba por su parte imponer su modelo de orden y disciplina en el país.

#### Dictadura de coalición y desavenencias

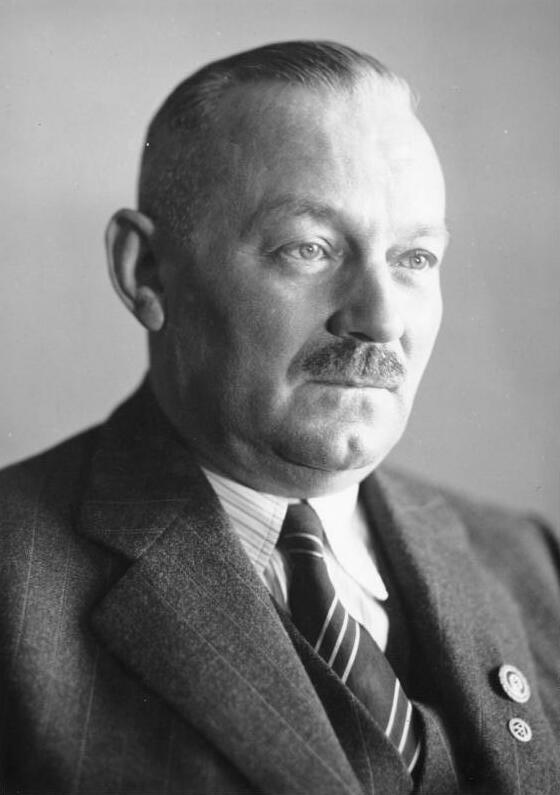
Manfred von Killinger, embajador alemán desde enero de 1941, con órdenes de apoyar la nueva dictadura militar de Antonescu.

Tras un débil intento de Antonescu de acabar con la corrupción en el Estado, sus propios socios de la Guardia mantuvieron los vicios de los anteriores Gobiernos.
El país se hallaba en una profunda crisis, tanto política como económica. Las pérdidas territoriales no solo habían acabado con la dictadura real de Carlos y llevado al poder a Antonescu y a la Guardia, sino que habían creado importantes problemas económicos: la reducción de la cosecha —se calcula que menguó en un 70 %— y la consiguiente escasez de alimentos, la desorganización de la industria por la pérdida de materias primas y de mercados, la consecuente inflación y una avalancha de refugiados —unos trescientos mil—. A ello se unió un devastador terremoto a comienzos de noviembre que afectó duramente al sur del país.
Los legionarios intentaron desde el principio tomar el mando en el país. La administración pública quedó bajo control de la Guardia, siendo los nuevos prefectos provinciales miembros de la misma. La organización del nuevo Estado totalitario quedó en manos de la Guardia, que trató de recuperar su antiguo apoyo popular mediante extensas campañas en todo el país, especialmente en las ciudades. Diversas organizaciones controladas por la Guardia trataron de incluir a diversos colectivos sociales (los trabajadores urbanos, a los que se prestó especial importancia, la juventud, etc). Algunos proyectos de obra social impulsados por la Guardia contaron con notable respaldo popular. A esta actividad, en ocasiones más voluntarista que efectiva, se unía la actividad radical y los abusos. La organización trató de hacerse con el control de la Policía y del Ejército, además de crear su propia policía auxiliar; si bien logró una importante influencia en el primer organismo, Antonescu se encargó de limitar su infiltración en el segundo. La Guardia, con su control del Ministerio de Economía Nacional, que coordinaba la política económica gubernamental, trató de hacerse con sus riendas, con funestas consecuencias que agravaron la crisis. El 5 de octubre, se crearon las «comisiones de rumanización» para tomar la dirección de las empresas consideradas esenciales para el país; su dirección quedaba siempre bajo control legionario. Este poder dio lugar a caos en la producción, saqueo de los negocios —especialmente los de dueños judíos— y corrupción de los nuevos administradores.
Opuesto al desencadenamiento de la violencia interna en el país, Antonescu trató de mantener la estabilidad del Estado y de mitigar algunas medidas antisemitas implantadas ya en septiembre por la Guardia. A finales de mes y de forma reiterada, condenó los desórdenes contra las minorías que, en su opinión, perjudicaban a la imagen del país y a las minorías rumanas en el extranjero, y abogaba por la solución legal a los posibles problemas con aquellas. Ya en octubre, la Guardia, crecida con numerosos nuevos afiliados, comenzó a extender los abusos y la violencia. Se sucedieron las confiscaciones o ventas forzadas, los secuestros, malos tratos y castigos diversos. Al antisemitismo legal que trataba de eliminar a los judíos de la economía y de la administración —preferido por Antonescu— se unió el aplicado por grupos de legionarios en las calles del país. Los abusos de la Guardia no afectaban únicamente a las minorías, sino que se extendían a sus distintos adversarios políticos, perjudicando la actividad económica. La violencia afectaba incluso a las distintas fracciones de la Guardia, enfrentadas entre sí.
En venganza por la represión del régimen anterior y en especial por el asesinato de Codreanu y sus colaboradores en 1938, los legionarios asesinaron a diversos destacados políticos del anterior régimen real, como el economista Virgil Madgearu (exministro) o Nicolae Iorga (ex primer ministro y gran historiador rumano). El día anterior, la noche del 26 de noviembre, tuvo lugar la matanza de la cárcel de Jilava en la que fueron asesinados sesenta y cuatro presos, algunos miembros del régimen real, considerados por los legionarios responsables de la muerte de Codreanu. La tensión en el país estaba en continuo aumento. Desde el comienzo, Antonescu se opuso a la venganza política de los legionarios, estableció un tribunal especial para investigar la anterior represión real de la Guardia (23 de septiembre) y logró evitar los siguientes intentos de asesinatos políticos. Otros destacados políticos del régimen real salvaron la vida por la intervención del hombre de confianza de Antonescu en el Ministerio del Interior, cuando ya se encontraban detenidos por la Guardia y en espera de ser asesinados. Antonescu ordenó la investigación de las matanzas, cuyos resultados publicó en 1941. Los disturbios de la Guardia tampoco complacían a los alemanes, preocupados por sus efectos en la economía que deseaban explotar en su beneficio. Los acontecimientos de noviembre supusieron la desaparición de toda posibilidad de concordia entre los legionarios y Antonescu. La relación entre el general, que necesitaba el apoyo popular de que gozaba la Guardia y de su cercanía a Alemania, y la formación política, que necesitaba el prestigio de Antonescu en el Ejército y los partidos políticos tradicionales, empeoraba por momentos. La ruptura entre los dos bandos que parecía inminente se pospuso a finales de noviembre porque las dos partes consideraron el momento inoportuno, pero esto supuso apenas una tregua.
Antonescu, adepto del «orden legal» y de la «tranquilidad pública», emitió en el 28 de noviembre un decreto ley contra las infracciones «en contra del orden público y los intereses del Estado» y el 12 de diciembre otro que castigaba con la muerte a los que «instigasen a la rebelión» o a la insubordinación. Estas medidas eran la respuesta del general a las matanzas perpetradas por la Guardia días antes. Ni estas ni sus repetidas advertencias a los legionarios para evitar los desórdenes surtieron efecto. En su próximo conflicto con la Guardia, el general contaba con el apoyo del Ejército y de los partidos tradicionales, que rechazaban el desorden y la violencia de los legionarios y temían la ocupación alemana en caso de caos económico. La posición alemana era más ambigua: mientras que algunos organismos se mostraban favorables a Antonescu, otros defendían a la Guardia. Ante la inminencia del choque con la Guardia y aprovechando como justificación la participación rumana en la Operación Marita, Antonescu solicitó una audiencia con Hitler para aclarar su actitud.

#### Estrechamiento de la alianza con Alemania
En cuanto a la situación internacional, el 14 de octubre había llegado la misión militar alemana solicitada por Antonescu, encargada principalmente de proteger los pozos petrolíferos rumanos que abastecían a Alemania, aunque su propósito oficial era el de entrenar al Ejército rumano. Una vez cedida la Dobruja meridional a Bulgaria por los Acuerdos de Craiova, Italia y Alemania garantizaron las nuevas fronteras rumanas.
Tras el fracaso del ataque italiano a Grecia a finales de octubre, sin embargo, estos quedaron a merced de posibles ataques aéreos británicos, por lo que Hitler decidió utilizar Rumanía como pasarela para atacar Grecia y eliminar este peligro. El 23 de noviembre, tres días después de la firma húngara y durante una visita oficial a Hitler, Antonescu suscribía en Pacto Tripartito que acercaba aún más a Rumanía a la política de Hitler. Este tomó un respeto especial al mariscal desde su primera entrevista en Berlín —a pesar de las declaraciones pocos diplomáticas de Antonescu contra el arbitraje de Viena—.
A pesar de las ambiguas declaraciones del mandatario alemán, Antonescu se convenció de la disposición de este a devolver la Transilvania perdida a Rumanía en caso de que esta mantuviese la estrecha alianza con el Reich. Durante la visita a Hitler, Antonescu solicitó asimismo la cooperación alemana para desarrollar la industria y las comunicaciones rumanas, que prometió quedarían al servicio de Berlín, al tiempo que confirmaba su disposición a combatir junto al Eje.
Días antes de la visita a Berlín, tuvo lugar la única entrevista entre Antonescu y Mussolini. Crítico con lo que consideraba una posición filomagiar del mandatario italiano en el arbitraje de Viena y convencido de la incapacidad italiana de satisfacer las necesidades rumanas de armamento, la entrevista resultó un fracaso y no se volvió a repetir.
El proceso de acercamiento de Alemania culminó con Antonescu, pero se había iniciado años antes, con el relevo al frente del Ministerio de Exteriores del francófilo Nicolae Titulescu en agosto de 1936 y se había acelerado tras el estallido de la guerra mundial en el otoño de 1939. La alianza final entre Rumanía y Alemania había comenzado a fraguarse ya durante el verano de 1940, durante los últimos meses del reinado de Carlosl. Antonescu compartió con el exsoberano el anticomunismo y temor a la URSS —de posibles pérdidas territoriales y de cambios sociales— que condujo al acercamiento a Alemania. La lucha contra los soviéticos supuso la base de la alianza germano-rumana.
Aunque firmó el pacto con las potencias del Eje, Antonescu logró limitar la interferencia alemana en la política interna rumana que se había extendido en los últimos años del reinado de Carlos, especialmente gracias a la cooperación policial y de espionaje, hasta entonces muy estrecha. Esta autonomía permitió en ocasiones a las autoridades rumanas facilitar la huida de militares Aliados (oficiales polacos, franceses o británicos) y evitar la entrega a la Gestapo de destacados políticos como Maniu o Brătianu, a pesar de la solicitud de esta. La alianza germano-rumana se debía, según Antonescu, a que el poderío alemán en Europa obligaba a Rumanía a adoptar una estrecha alianza con el Reich para evitar su destrucción. En diversas declaraciones en los meses finales de 1940, proclamó que la alianza con el Eje no era una preferencia personal, sino una necesidad pragmática. Hitler tenía intención, no obstante, de utilizar a Rumanía como centro del frente meridional en la futura confrontación con la URSS, no únicamente como importante fuente de materias primas para el Reich.

#### Ruptura de la coalición y aplastamiento de la Guardia

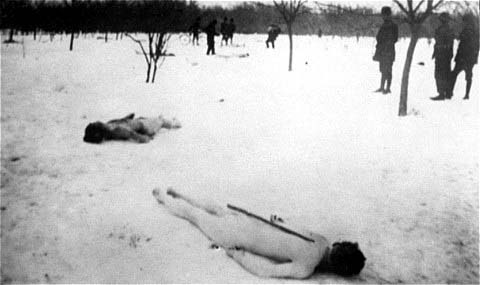
Víctimas judías de los legionarios, asesinadas durante la fracasada revuelta contra Antonescu de enero de 1941. La derrota legionaria puso fin a la compartición del poder, dio paso a la implantación de una dictadura militar y al aplastamiento de la Guardia como movimiento político de masas.

En el encuentro con Hitler del 14 de enero de 1941, al que Sima, a pesar de haber sido invitado, decidió no acudir, Antonescu logró finalmente su respaldo para enfrentarse a la Guardia. Desde comienzos de mes, ambas partes se preparaban para un enfrentamiento inminente. Antonescu solicitó el acuerdo del mandatario alemán para expulsar a los legionarios del Gobierno y logró su aquiescencia. A pesar de la cercanía ideológica de los legionarios, Hitler prefirió respaldar al general por su control del Ejército y su disposición a mantener las concesiones económicas a Alemania. Cuando volvió a Rumanía, Antonescu anuló las «comisiones de romanización» —controladas por los legionarios— el 18, despidió al ministro de Interior (legionario), Constantin Petrovicescu, utilizando para ello el asesinato de un oficial alemán, el día 20 y reemplazó a todos los prefectos legionarios. Estas medidas aceleraron la rebelión legionaria, que estalló la noche del 20 de enero con la ocupación de diversos edificios oficiales en la capital y otras ciudades; los combates comenzaron la mañana siguiente. Los legionarios creían erróneamente contar con el apoyo alemán. Con las unidades militares de la capital acuarteladas en espera de refuerzos, la Guardia dominó gran parte de Bucarest durante treinta horas. Antonescu esperó a que los legionarios se desacreditasen ante la población y los alemanes por sus desmanes antes de actuar. El día 22, ciento veinte judíos fueron asesinados a sangre fría. Antonescu, apoyado por el Ejército, que estaba en contra de los legionarios, intervino finalmente y suprimió la rebelión ese mismo día, con el beneplácito de Hitler. Los intentos de los dirigentes legionarios de recabar el apoyo de los alemanes, que en aquellos momentos contaban con ciento setenta mil soldados en el país —mayoritariamente esperando su paso a Bulgaria para atacar Grecia—, resultaron inútiles por la decisión de Hitler de apoyar al general. Aunque derrotados, los dirigentes legionarios lograron evitar la represión de Antonescu, protegidos por los propios alemanes, que facilitaron su salida del país. Antonescu rechazó los intentos del nuevo embajador alemán para recomponer la coalición de gobierno con los legionarios y, tras fracasar de nuevo en la formación de un gabinete con los partidos tradicionales, constituyó un Consejo de Ministros fundamentalmente militar. Los dirigentes legionarios exiliados permanecieron en Alemania como posible alternativa a Antonescu en caso de que este decidiese abandonar su alianza con el Eje.

### Dictadura militar
En el 27 de enero, Antonescu formó un nuevo Gobierno, de militares y técnicos, en el que Mihai Antonescu fue nombrado vicepresidente del Consejo de Ministros algunos meses más tarde, a finales de junio. Su objetivo era el mantenimiento de orden público y el establecimiento de una administración eficaz mediante un gobierno autoritario. El 5 de febrero, se promulgó un decreto que castigaba duramente los disturbios y prohibía en la práctica cualquier organización no aprobada por el Gobierno y toda manifestación, considerada por defecto subversiva. El 14 del mismo mes, quedó abolido el «Estado nacional-legionario». El general llevó a cabo una intensa represión de los legionarios que llevó a prisión a unos nueve mil de ellos; tribunales militares juzgaron a un tercio de estos. Algunos de los que habían participado en los pogromos durante los combates de enero fueron ajusticiados. En junio, un tribunal militar condenó in absentia a los dirigentes legionarios. Su nueva dictadura militar recibió, no obstante, el respaldo de los antiguos partidos políticos, que veían a Antonescu como única figura capaz de guiar al país en las circunstancias del momento. En marzo un plebiscito aprobó casi por unanimidad las medidas impuestas por Antonescu en las semanas anteriores. Estas habían supuesto la implantación de un Estado militarista, autoritario y conservador, pero no fascista —Antonescu carecía de un movimiento de masas similar al alemán o al italiano—, interesado principalmente en el mantenimiento del orden público y de la seguridad del país. Opuesto al sistema parlamentario y a la participación de la población en la política, pretendía «construir la nación» de manera autoritaria, gracias al control de las fuerzas de seguridad del Estado. Estado policial creado para mantener el orden, como el propio Antonescu admitió ante Hitler, el general consideraba este como condición necesaria para cualquier progreso posterior. Antonescu, gracias a sus poderes otorgados por los monarcas y la falta de control del Consejo de Ministros, ejercía un poder autoritario que se extendió a la Administración. Se apoyó, no obstante, en los antiguos seguidores del Partido Nacional Cristiano de Octavian Goga y Alexandru C. Cuza, filofascistas y conservadores, muy favorables a Alemania y dispuestos a respaldar la dictadura sin las veleidades de cambio radical de la Guardia.

#### Política interior

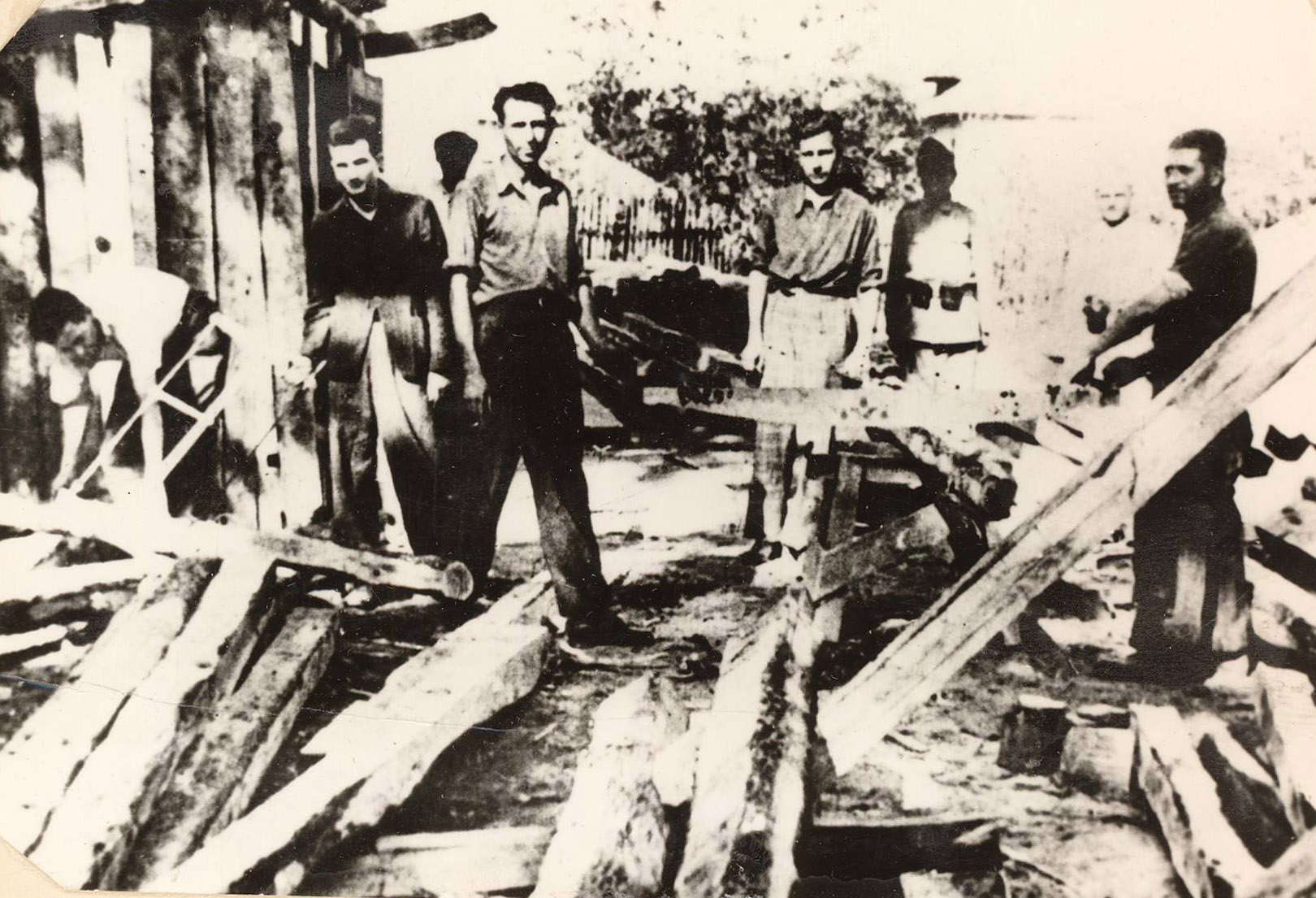
Un joven Nicolae Ceauşescu (segundo por la izquierda), junto a otros presos políticos del régimen de Antonescu, en el campo de concentración de Târgu Jiu.

El régimen no contaba con una ideología política, siendo el programa de gobierno del general sencillo: orden interno y seguridad de las fronteras rumanas frente al exterior, apoyado en las fuerzas de seguridad del Estado. La administración provincial quedó en manos de los prefectos, nombrados por el propio Antonescu y responsables exclusivamente ante él. Sus amplios poderes se extendieron en octubre de 1942 hasta abarcar toda la administración provincial. Mientras, los representantes políticos en los ayuntamientos quedaban bajo el control del Ministerio del Interior y de los prefectos. Se sustituyó a los concejales electos por representantes nombrados por las autoridades.
El decreto de febrero de 1941 disponía duras condenas para los opositores y se creó una red de campos de concentración donde se enviaba a aquellos que el Ministerio de Interior consideraba que pertenecían a dicha categoría. Unas cinco mil personas pasaron por estos campos durante el gobierno de Antonescu, dos tercios por delitos políticos.
Chovinista, xenófobo y antisemita, hasta su asunción del Gobierno en el otoño de 1940, estas características se mostraron de manera relativamente moderada. El gobierno de Antonescu promovió una política antisemita, con la intención de aislar a los ciudadanos rumanos de origen judío del resto de la sociedad.

##### Tolerancia de la oposición
Aunque Antonescu contaba con poderes dictatoriales, permitió la existencia de una oposición política a su gobierno relativamente amplia. Si bien fue prohibida la actividad de los partidos políticos, toleró la actividad de los dirigentes liberales y nacional-campesinos, con los que mantenía correspondencia y de los que recibía críticas. En varias ocasiones, ofreció el gobierno a los dirigentes de las formaciones de oposición, que rechazaron o soslayaron las ofertas por considerar que el militar aún era necesario para mantener la alianza con Alemania. Opuestos a compartir la responsabilidad de gobernar en un periodo difícil, otorgaron, sin embargo, un apoyo indirecto a Antonescu. El pacto oficioso entre los nacional-campesinos y liberales y mariscal permitió a los primeros sobrevivir a la guerra y recuperar una parte notable de su antigua influencia en la posguerra. En efecto, los partidos políticos tradicionales podían realizar reuniones semiclandestinas e incluso enviar quejas y peticiones al Gobierno. Para los alemanes, conscientes de la actitud proaliada de la oposición, Antonescu actuaba con permisividad y solicitaron repetidamente el arresto de sus dirigentes, sin resultado. Los comunistas, por el contrario, fueron reprimidos, siendo dos mil de ellos encarcelados y setenta y dos ejecutados condenados por sabotaje o espionaje a favor de la Unión Soviética. El régimen logró eliminar su actividad, aunque no su organización, que sobrevivió en las prisiones. En total, 5463 opositores políticos acabaron encarcelados y 72 ajusticiados durante la dictadura de Antonescu. La Guardia, por su parte, fue aplastada sin miramientos y desapareció como movimiento de masas durante los primeros meses de 1941.

##### Situación económica
El acuerdo económico rumano-alemán (válido durante diez años) que Antonescu y los dirigentes alemanes habían pactado durante su visita a Berlín a finales de noviembre se firmó el 4 de diciembre de 1940. Alineó la economía nacional con la alemana y sirvió también para obtener ventajosas concesiones como créditos a bajo interés, maquinaria agrícola o fertilizantes, además de asesoramiento en algunos sectores.
La economía quedó cada vez más controlada por el Estado, con medidas totalitarias. Un decreto del 18 de febrero de 1941 otorgaba a los militares el control de las empresas cuando lo requiriese el «interés del Estado»; otro del 10 de marzo implantaba el derecho del Ministerio de Agricultura a exigir el servicio de trabajo obligatorio a la población rural; un tercero extendió esta potestad sobre toda la población adulta el 15 de mayo. La entrada en la guerra aumentó las exigencias del Estado a la población. La legislación laboral que las dos décadas anteriores había mejorado la condición de los trabajadores se desmanteló en la práctica con el fin de aumentar la producción por trabajador. La jornada laboral aumentó de cincuenta y seis a sesenta horas semanales, se facilitó el empleo de jóvenes y mujeres y se reprimieron los sindicatos, que el régimen trató de sustituir por una red de inspectores mediadores.
En agricultura y tras el fracaso total del breve periodo de gobierno con la Guardia, Antonescu se concentró en tratar de mantener la producción a pesar de los efectos adversos de la guerra (con la movilización de hombres y de animales) y de la pérdida de territorios de 1940. Gran parte de las medidas (control de precios, de exportaciones, lucha contra la especulación y el sabotaje, planificación de las siembras, etc) se había iniciado ya durante la dictadura de Carlos, pero la guerra intensificó su aplicación.
La ayuda alemana —interesada— favoreció, no obstante, el desarrollo rumano en algunos sectores económicos, principalmente el agrícola y el de las industrias que Berlín consideraba más relevantes para la producción bélica, aunque al precio de otorgar a Alemania importante influencia en la economía nacional. Según la OSS, Rumanía no contribuía con todo su potencial económico o militar en las campañas de Hitler. Antonescu se opuso a los repetidos intentos alemanes de tomar el control de la economía nacional, que trató de que quedase en manos rumanas, tanto mediante leyes que limitaban la penetración económica extranjera como con compras estatales de empresas clave. El acuerdo comercial del 4 de diciembre de 1940, que disponía la cooperación bilateral para recuperar la economía rumana, favoreció, empero, la extensión de la influencia alemana en sectores cruciales, como la producción petrolífera, la industria metalúrgica o la exportación de grano. La dependencia económica rumana de Alemania —único suministrador de algunos productos clave y mercado principal de los productos agrícolas rumanos a causa del bloqueo aliado—, sin embargo, redujo el impacto de las medidas proteccionistas de Antonescu. Las grandes compras a altos precios de los alemanes causaron asimismo inflación y la depreciación de la divisa rumana. Las desavenencias sobre los pagos fueron además constantes, ya que los representantes rumanos deseaban aprovechar las necesidades bélicas alemanas para obtener bienes y divisas, mientras que el Reich era incapaz de producir lo suficiente para pagar las importaciones de Rumanía y deseaba emplear sus reservas de divisas para realizar compras en el extranjero. Las crecientes entregas alemanas de armamento y material ferroviario nunca llegaron a compensar las importaciones.
La planificación estatal se concentró en la agricultura, tanto por el interés alemán como por el convencimiento de Antonescu de que el desarrollo nacional se debía basar en ella. Puso en marcha una serie de medidas (aumento del crédito, mecanización, concentración parcelaria, fomento de las cooperativas, diversificación de las cosechas) destinada a aumentar la producción, reducir la pobreza y crear una comunidad de propietarios medios que debía convertirse en la base de la nación. La estructura agrícola no cambio de manera significativa a pesar de los esfuerzos estatales: se mantuvo la división en minifundios dedicados principalmente al cultivo de trigo y el maíz al tiempo que la movilización de hombres y animales, esenciales para trabajar aquellos, redujo la producción respecto a la de entreguerras. La importación de tractores no compensó la pérdida de recuas. El resultado final de la cooperación con Alemania en la agricultura fue negativo: el crecimiento de producción de entreguerras desapareció y la situación del campesinado al final de la contienda había empeorado.
Los resultados de los intentos de aumentar la producción industrial fueron ambiguos: la producción de alimentos, de petróleo y de textiles decayó, la de carbón apenas creció, mientras que las industrias metalúrgica y química crecieron considerablemente.
En general, la situación económica, sin embargo, parece que mejoró incluso durante el conflicto mundial. Según informes del servicio de espionaje estadounidense (OSS), en 1943-1944 Rumanía disfrutaba de la mayor dieta calórica de toda la Europa ocupada, superior a la del periodo de entreguerras. Según el embajador sueco en el país, en enero de 1944 la situación alimentaria había mejorado respecto al año anterior, Rumanía contaba con excedentes agrícolas y había aumentado la cantidad de fábricas y la red de ferrocarriles.

##### El Holocausto

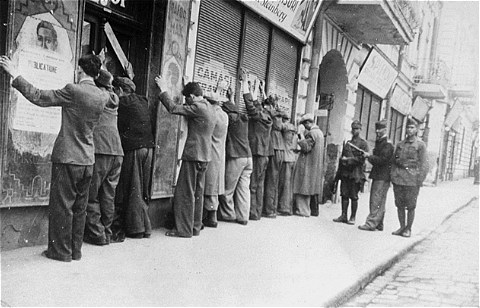
Ataque antisemita en Iași.

El empeoramiento del trato a la población judía, tras los desmanes de la Guardia durante el periodo del Estado Nacional Legionario, coincidió con la entrada en guerra de Rumanía con la Unión Soviética. Los horrores sufridos por la comunidad —responsabilidad del general y sus aliados cuzistas— tuvieron en 1941, sin embargo, más de matanzas desorganizadas que de ordenado exterminio como sucedió en los territorios controlados por alemanes y, más tarde, húngaros. La mayoría de la población judía en territorio bajo control rumano logró sobrevivir a la guerra a pesar de las atrocidades. Las medidas antisemitas de la dictadura de Antonescu se caracterizaron, en realidad, por la desorganización, la arbitrariedad y una enorme corrupción. Antonescu no condenó ni castigó de forma efectiva las atrocidades contra judíos y gitanos. A pesar de las protestas del principal representante de la comunidad judía, Wilhelm Filderman, sobre la situación en Transnistria, Antonescu se negó a ponerle fin, justificó el maltrato y, más tarde, deportó al propio Filderman. Los responsables directos de los crímenes nunca fueron debidamente castigados por Antonescu, que se limitó a juzgar tardíamente a algunos oficiales y a enviarlos al frente. Se calcula que, en total, murieron más de doscientos mil judíos rumanos y cien mil ucranianos en territorios bajo administración rumana durante la dictadura de Antonescu. Rumanía bajo Antonescu fue el único país aliado de la Alemania nazi que no solo participó en el genocidio de la población judía europea, sino que llevó a cabo su propio exterminio en Bucovina, Besarabia y Ucrania.

###### Antisemitismo y xenofobia
El chovinismo de Antonescu conllevaba un aspecto de antisemitismo y de rechazo al resto de minorías del país. Para el general, las minorías representaban un peligro para el Estado rumano. Ya en la presentación de su programa político en septiembre de 1940, anunció que este se basaba en un «nacionalismo integral» hostil a las minorías y en un deseo de homogeneizar «étnicamente» el país. La legislación promulgada por Antonescu buscaba este fin, a través de la eliminación de lo que consideraba «peste extranjera en las estructuras de propiedad rumanas y supresión del dominio judío de la vida económica rumana». Heredero de un nacionalismo de extrema derecha nacido en la segunda mitad del siglo anterior, consideraba esencial el objetivo de «rumanizar» el país. Especial influencia tuvieron las ideas nacionalistas y antisemitas de Nichifor Crainic, que sirvió brevemente como ministro de Propaganda con Antonescu. Favorable a la discriminación social, económica y política y a la posterior expulsión de la comunidad judía, no fue hasta que entró en contacto con Hitler y sus seguidores cuando su influencia le hizo sopesar la eliminación física de aquella.
Durante su Gobierno, distintas agencias gubernamentales diseñaron diversos planes para eliminar a las minorías del país. Atribuía la corrupción de la política nacional a influencias «fariseas, judaicas y masónicas» y se presentó como el salvador de la nación. Los enemigos externos de esta eran «los británicos, americanos y judíos que habían dictado los términos de la paz en la guerra anterior» mientras que los internos eran, para Antonescu, los «jidani, húngaros y rojos». La actitud del general ante los judíos, no obstante, oscilaba entre momentos de un odio acerbo y otros de generosidad paternalista. A pesar de que su opinión sobre la mejor manera de «solucionar el problema judío» varió de manera extrema en diversos momentos de su periodo al frente del gobierno, mantuvo invariables ciertas convicciones a lo largo de este tiempo: la abundancia de la población judía en Rumanía —a pesar de las estadísticas—, la explotación de los rumanos por los judíos, su corrupción de la sociedad rumana y su amenaza constante, su alianza con los enemigos de la nación y la certeza de que dominaban el mundo.
Aunque el aplastamiento de la Guardia supuso la desaparición de la violencia descontrolada contra la comunidad judía, esta tuvo que enfrentarse pronto, desde el 3 de mayo de 1941, a la actividad del nuevo Centro Nacional de Rumanización (CNR), contrario a las minorías. Los métodos de Antonescu eran menos brutales y más graduales que los de los legionarios —fundamentalmente para no perjudicar la economía—, pero el objetivo de «rumanizar» el país era común a ambos. El CNR dependía directamente de la Presidencia del Gobierno, tenía como tarea principal la expropiación y gestión o venta de las propiedades judías y tenía un carácter represivo y policial.
El antisemitismo de Antonescu era evidente. En el consejo de ministros del 3 de noviembre de 1941 declaró:

No piensen que ellos (los judíos) no se vengarán cuando tengan oportunidad. Pero para que no quede nadie que pueda vengarse acabaré con ellos antes.

Días antes, el 6 de octubre de 1941, en otra reunión del Gobierno, había declarado:

Respecto a los judíos he tomado medidas para eliminarlos completa y definitivamente de estas regiones (Besarabia y Bucovina)... A menos que utilicemos la oportunidad que tenemos nacional e internacionalmente para limpiar la nación rumana perderemos la última oportunidad que nos da la historia. Puedo recuperar Besarabia y Transilvania pero no habré logrado nada si no limpio la nación rumana. Porque no son las fronteras las que dan la fuerza a una nación, sino la homogeneidad y pureza de su raza, que son más importantes. Este ha sido mi objetivo primordial.

A lo largo de los diversos consejos de ministros de 1941, se sucedieron declaraciones antisemitas en las que el general culpaba a la población judía de explotar el país, mantenerlo en el atraso o ser comunista, además de mostrarse dispuesto a tolerar las matanzas. Declaraciones de este estilo se repitieron hasta el final de la guerra.

###### Medidas contra la población judía
La base legal de las acciones contra la comunidad judía eran las leyes promulgadas por el gabinete de Ion Gigurtu durante el verano de 1940. Durante el periodo de coalición con los legionarios, la nueva legislación antijudía fue relativamente escasa, aparte de la que permitió la expropiación de la tierra en manos hebreas. Además de las «contribuciones» monetarias exigidas por Antonescu a la comunidad, la mayoría de los desmanes contra ella se debió a tropelías, no a acciones legales. Sin embargo, y a pesar de su hostilidad al anterior régimen real, Antonescu no solo no derogó el decreto antisemita del verano de 1940, sino que lo utilizó como base de sus propios decretos antijudíos y amplió la definición de quién se consideraba hebreo. Una serie de decretos promulgados a finales de 1940 y principios de 1941 nacionalizó las propiedades agrarias judías y expulsó a la comunidad del agro. Estas leyes se extendieron más tarde a las provincias recuperadas de la URSS. Consciente de la imposibilidad de sustituir inmediatamente a los judíos del comercio y la industria, el Gobierno trató de imponer el control sobre estos mediante las «comisiones de rumanización», método de inspiración nazi que quedó en manos fundamentalmente de legionarios. Tras el aplastamiento de la Guardia, a estos les sustituyeron funcionarios del Ministerio de Economía Nacional. Un nuevo decreto del 28 de marzo de 1941, nacionalizó los inmuebles judíos en las ciudades. Varios decretos publicados en el verano de 1942 permitieron además la nacionalización de cientos de edificios de la comunidad, incluyendo escuelas, sinagogas u hospitales. Las leyes antisemitas de Antonescu tenían un claro tinte fascista, mezcla de la ideología antisemita de legionarios y cuzistas, y se inspiraban en ocasiones en las Leyes de Núremberg nazis. La protección de los judíos rumanos en el extranjero siguió el patrón general de las medidas antisemitas: se retiró la intercesión de las embajadas y consulados a su favor en mayo de 1941 y se otorgó de nuevo a partir de 1943, con el cambio de rumbo de la guerra. Nuevamente en agosto de ese año, Antonescu acordó con los alemanes la entrega de los judíos rumanos residentes en el extranjero, con tal de que sus bienes quedasen en manos rumanas. Este acuerdo permitió la deportación a los campos de exterminio en Polonia de varios miles de judíos rumanos, que perecieron en su mayoría.

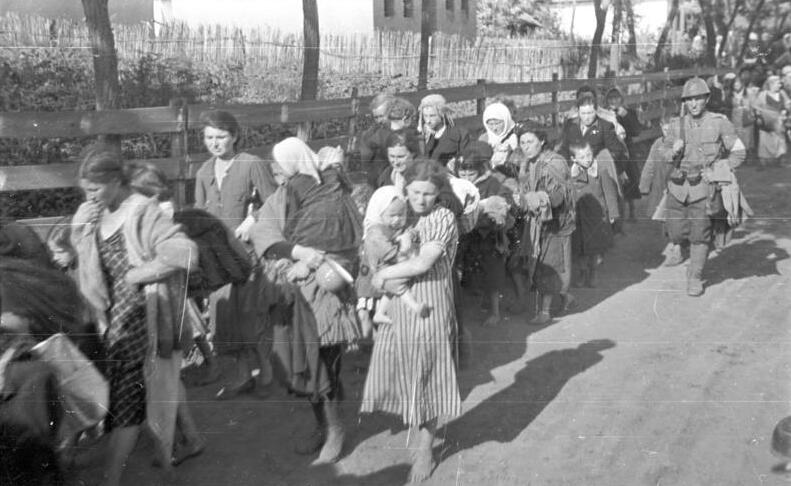
Deportación de población judía por parte de tropas rumanas en julio de 1941.

El 21 de junio de 1941, el día antes del comienzo de la ofensiva contra la URSS, ordenó deportar a todos los judíos varones entre los dieciocho y los sesenta años que residiesen entre el Siret y el Prut a un campo en Tirgu Jiu, al sur del país, así como a otras guarniciones militares de la zona; esta medida debía llevarse a cabo en cuarenta y ocho horas. Sus familias, así como la población judía del resto de Moldavia, debían trasladarse a ciertas ciudades. El mismo día, el servicio secreto rumano (SSI, que dependía directamente de Antonescu) formó una unidad especial similar a las einsatzgruppen alemanas, que participó días más tarde en la matanza de Iași, junto con tropas rumanas y alemanas. Días antes (el 18 de junio), en una reunión de la gendarmería presidida por su inspector general, el general Vasiliu, este había ordenado «limpiar el terreno», lo que implicaba la represión —incluyendo la deportación o aniquilación— de la población judía de la región. La orden, secreta y conocida ampliamente solo desde 1982, equivalía a las directrices nazis sobre el tratamiento de los judíos de la Europa oriental —conocidas por los Antonescu— y supuso el exterminio inmediato de parte de la población de las provincias recuperadas de los soviéticos y la deportación de los supervivientes. Las deportaciones de judíos moldavos y valacos durante las dos primeras semanas de guerra afectaron a cerca de cuarenta mil personas, muchas de ellas enviadas a cientos de kilómetros de sus hogares. Las deportaciones de judíos de las provincias recuperadas eran, en realidad, solo el primer paso de la total «depuración étnica» del país mediante la eliminación de las minorías. Se calcula que esta primera fase del holocausto en Rumanía se cobró la vida de al menos cien mil personas.
Aunque condenó las matanzas de población de judía como la del pogromo de Iași y trató de tomar medidas para impedirlas, no lo hizo por condenar el maltrato de comunidad judía, sino por tratarse de acciones ilegales no ordenadas por el Gobierno. Según Antonescu, la eliminación de los judíos —que, en su opinión, habían impedido el desarrollo de la población rumana durante siglos y constituían una «peste para el rumanismo»— debía realizarse sin desórdenes y bajo control estatal.
El maltrato hacia los judíos tuvo un notable característica geográfica: se concentró en la población de las provincias recuperadas a la URSS en el verano de 1941, a menudo proletaria y paupérrima. El antisemitismo y mal gobierno de Besarabia durante los años de entreguerras habían alimentado un rechazo en parte de los judíos locales hacia los rumanos, que se evidenció en la bienvenida a las tropas soviéticas en junio de 1940 y en la venganza posterior. Las deportaciones de estas provincias se justificó aludiendo a la «satisfacción del honor del pueblo rumano» por los acontecimientos del verano de 1940 pero, en realidad, sirvieron de desahogo de las crisis de 1940, del deseo de venganza y violencia y fueron un síntoma de la avaricia estatal y privada, satisfecha en las posesiones de las víctimas. Durante la reconquista de las provincias, las unidades rumanas asesinaron a civiles judíos, tarea que el 3.er Ejército continuó meses más tarde en Crimea. Unos trece mil murieron en Besarabia y otros tres mil en Bucovina —alrededor de seis mil de ellos a manos del Einsatzgruppe D—. Una vez recuperadas las provincias en 1941 y sin ánimo alguno de analizar la causa del desapego judío, las autoridades rumanas decidieron eliminar a la minoría de la provincia, odiada y considerada desleal. La recuperación de las provincias perdidas a manos de los soviéticos produjo la muerte de decenas de miles de judíos en estos territorios; los supervivientes quedaron encerrados en guetos y campos de concentración. Antonescu aprobó explícitamente su deportación —denominada eufemísticamente «emigración forzada»— el 8 de julio. En medio de gran corrupción, desorganización y arbitrariedad, la mayoría de la comunidad de la provincia fue deportada precipitadamente más allá del Dniéster a partir del 7 de agosto, pero, rechazada por los alemanes, se la encerró en campos improvisados donde muchos murieron de hambre, torturas y matanzas. Ya durante el traslado, en trenes sin agua ni alimentos, miles murieron. La deportación se extendió incluso a zonas que no habían estado bajo dominio soviético, como la Bucovina meridional. Antonescu protestó por la devolución de los judíos por parte de los mandos militares alemanes en Ucrania. En agosto, detuvo sus planes para deportar a otros sesenta mil de Valaquia y Moldavia a Ucrania solamente por la solicitud alemana de abandonar este plan; Berlín esperaba poder encargarse de estas comunidades más adelante. El mismo mes, Hitler alabó las radicales medidas antisemitas de Antonescu. En julio, los alemanes, satisfechos con las medidas rumanas contra los hebreos, habían retirado al enviado especial para asuntos judíos, que regresó en agosto de 1942 por petición expresa del Gobierno rumano, deseoso de contar con su asesoramiento para aplicar una «solución final» al «problema judío». Entre agosto y octubre, otros diecisiete mil personas perdieron la vida en las deportaciones y en los campos. Tras diversas matanzas llevadas a cabo por las fuerzas del einsatzgruppe D y el Ejército rumano en Transnistria, el territorio pasó a administración rumana el 30 de agosto. Días después, el 6 de septiembre, Antonescu ordenó el encierro de la población judía local en campos a lo largo del Bug. Después de diversos retrasos, comenzó la deportación a Trasnnistria en grupos de mil judíos el 16 de septiembre. El Estado Mayor ordenó la ejecución de todo aquel que no pudiese seguir la marcha y se prepararon amplias fosas para enterrar los cadáveres, que quedaron saturadas. Los campesinos podían comprar a los expulsados para, una vez asesinados por las tropas que los custodiaban, quedarse con sus pertenencias. Algunas de las jóvenes fueron violadas.
Las brutales deportaciones de residentes en Bucovina comenzaron, por orden de Antonescu, a principios de octubre y se habían completado prácticamente a mediado del mes siguiente. Unos ciento diez mil judíos bucovinos y besarabos fueron deportados al Bug. Antonescu admitió ante el gabinete su conocimiento de las numerosas muertes acaecidas durante el proceso. La mayoría de las órdenes se dio oralmente, para evitar que hubiese pruebas del proceso. La concentración de la población hebrea en esta zona debía preceder a su entrega a los alemanes más allá del río Bug. A comienzos de octubre, había dado orden de confiscar a aquellos a punto de ser deportados su dinero y sus joyas.
Tras la toma de Odesa, las tropas rumanas perpetraron una enorme matanza de más de quince mil judíos en la ciudad. La causa fue la voladura por los partisanos del cuartel general rumano en la ciudad; Antonescu ordenó la ejecución de siete mil ochocientas personas en represalia además de la toma de rehenes comunistas y judíos, que condujo a la matanza. La propaganda oficial había culpado a la población judía de la larga resistencia de la localidad, fomentando el antisemitismo. El 13 de noviembre, Antonescu exigió confirmación de que la población judía de la ciudad había sufrido una dura represión por el atentado soviético. Parte de las matanzas de castigo se ordenaron secretamente. Los supervivientes de la matanza fueron expulsados de inmediato de la ciudad y se les condujo, junto a otros miles de judíos de la región, hacia el norte. Antonescu había expresado su deseo de que todos fuesen eliminados. A alrededor de la mitad, unos veinticinco mil, se les envió a la población de Dalnic, a cinco kilómetros de Odesa. Allí se les encerró en unos edificios donde fueron ametrallados antes de que les prendiese fuego para acabar con los posibles sobrevivientes. Los otros treinta mil comenzaron una marcha de dos semanas, sin comida ni bebida, al campo de Bogdanovka, donde, en medio de uno de los inviernos más fríos en la historia moderna de la región y sin instalaciones para alojarlos, se les dejó morir. Los más desafortunados, sin alojamiento, quedaron a la intemperie ocupando cerca de tres kilómetros a las orillas del Bug a temperaturas de -30. °C.
Una vez dominada Transnistria y entregada a la administración rumana, se deportó a unos ciento diecinueve mil judíos a la región en los meses finales de 1941 y otros cinco mil a principios del año siguiente. Los deportados provenían de los campos y guetos de Besarabia y su destino original era la Ucrania bajo ocupación alemana, no la región bajo control rumano. Estos quedaron encerrados en campos en horrendas condiciones que llevaron a la muerte a la mayoría de ellos. A ellos se unieron los judíos de la propia Transnistria. Entre el 21 de diciembre de 1941 y finales de febrero de 1942, se calcula que al menos setenta mil perdieron la vida en los campos Dumanovka, Bogdanovca y Ajmechetka en Trasnistria. En un consejo de ministros en diciembre, Antonescu expresó su disgusto porque no se había podido saquear las posesiones de los deportados besarabos antes de su expulsión, tarea que acabaron realizando los propios escoltas de los deportados.
En estas matanzas participaron rumanos, alemanes y ucranianos. Solo en Bogdanovka, una inmensa matanza a finales de año produjo entre cuarenta y tres mil y cuarenta y ocho mil víctimas, que fueron luego incineradas. En el distrito de Berezovka, las autoridades rumanas entregaron a las unidades alemanas locales —integradas en las SS— al menos a treinta y un mil judíos, muchos expulsados de Odesa, que fueron asesinados en su totalidad a lo largo de varios meses de 1942. Las matanzas de los campos a lo largo del Bug y otras aniquilaron a toda la población judía del sur de la región y se cobraron alrededor de ciento treinta mil víctimas.
La mayoría de los asesinatos se produjeron en un nuevo y fallido intento de encargar el problema a las autoridades alemanas mediante una nueva deportación más allá del Bug en febrero de 1942. El resto murió a causa de la falta de comida, abrigo, el maltrato, los trabajos forzados y una epidemia de tifus. Las autoridades alemanas, no obstante, mostraron su disgusto por las acciones antisemitas rumanas, faltas de método en su opinión. Los alemanes, sin campos de exterminio en la región para acabar con los deportados judíos, habían exigido que estos no cruzasen el Bug hasta la derrota final de los soviéticos. Las violentas deportaciones y el encierro en condiciones atroces de los expulsados se llevaron a cabo por orden secreta del mariscal a destacados mandos militares y civiles. El plan incluía la posterior expulsión de la población eslava de Bucovina y Besarabia, que debía seguir a la de los hebreos y la colonización de estas por rumanos para asegurar la «purificación» de las provincias. El objetivo, presentado por el vicepresidente en los consejos de ministros del verano, recibió el apoyo de Antonescu; para este, Bucovina y Besarabia eran «provincias modelo». El mariscal conocía las matanzas perpetradas por las SS pero, en respuesta a un informe sobre ella del Estado Mayor, indicó que «este no debía preocuparse de esas cosas.»
Antonescu se ofreció a Hitler a eliminar a los judíos rumanos y solo detuvo las deportaciones a los campos de exterminio de Transnistria cuando consideró que la guerra estaba perdida y necesitaba negociar con los Aliados. En el verano de 1942, los alemanes contaban con la aquiescencia de los Antonescu para comenzar la deportación a los campos de exterminio de los alrededor de trescientos mil judíos que aún residían en Valaquia, Transilvania meridional y Moldavia. En agosto, un periódico alemán de la capital cercano a la embajada anunció la próxima deportación de unos veinticinco mil y la expulsión del resto durante el año siguiente y los rumores sobre la inminencia de la medida se extendieron pronto. Durante el otoño y tras diversos intentos de personalidades rumanas y extranjeras para evitar las expulsiones, Antonescu las pospuso indefinidamente. A finales de 1942, sin embargo, Antonescu aprobó un plan de deportaciones de las minorías —incluyendo la judía— y de colonización rural rumana. Aunque la mayoría de los judíos de las antiguas provincias (unos 290 000) sobrevivió a la guerra, al menos un 10 % pereció y el resto sobrevivió sin derechos civiles y en precarias condiciones económicas. A diferencia de Hitler, no obstante, Antonescu se mostró dispuesto a aceptar la emigración judía —sin sus propiedades— como alternativa al exterminio.
A finales de 1942 y durante 1943, Antonescu mejoró las condiciones en los campos y permitió la repatriación de los cincuenta y tres mil supervivientes a finales de 1943. El 1 de septiembre de 1943, un informe calculaba que únicamente unos cincuenta y un mil deportados de los más de ciento veintitrés mil originales aún estaban vivos. El mismo día se aprobó su repatriación, pero esta tuvo lugar de manera muy lenta y condicionada. A finales de mes, sin embargo, sopesaba la posibilidad de deportar a todos los judíos rumanos a Transnistria, que deseaba evacuar. A finales de noviembre, apenas se había ordenado el regreso de más de seis mil de ellos. Las primeras devoluciones, no sin maltrato de los desvalidos supervivientes, tuvo lugar en diciembre, antes de que Antonescu decidiese paralizarlas en enero de 1944. El plan original de una repatriación masiva solo se reanudó el 14 de marzo, el mismo día que Mihai Antonescu trataba de retomar los contactos con los estadounidenses a través de Ankara. En abril, sin embargo, seguía ordenando que aquellos judíos que cruzasen a Rumanía clandestinamente desde Transnistria fuesen entregados a los alemanes.
Más tarde trató de deshacerse de la población judía permitiendo la emigración a Palestina, pero la falta de buques para transportarlos y de dinero para pagar el permiso necesario hicieron que únicamente seis mil pudieran hacerlo. El deseo de utilizar la emigración forzosa como método para deshacerse de la población judía —método propugnado por los alemanes hasta 1939— tenía su origen también en la ideología de los legionarios y cuzistas, que habían abogado por ella anteriormente. La mejora del trato dispensado a la población judía en la segunda parte de la contienda, sin embargo, no evitó que la propaganda oficial siguiese tildándola de principal enemigo interno, causa de los problemas económicos del país y agente de los Aliados. Gran parte de aquella se debió, además, a la venalidad de muchos funcionarios rumanos, los sobornos de las organizaciones judías extranjeras y el convencimiento de que el Eje perdería la guerra. Cinco días antes de su derrocamiento y arresto, Antonescu prohibió que los judíos se instalasen en las zonas rurales.
En total, se calcula que al menos cien mil judíos murieron en las primeras matanzas en Bucovina y Besarabia, otros ciento cuarenta mil de las mismas regiones perecieron en Transnitria y al menos ciento ochenta mil judíos ucranianos murieron en la zona, todos bajo la autoridad de Antonescu. Bajo Antonescu, Rumanía fue el mayor exterminador de población judía de entre los aliados de Alemania.

###### El holocausto gitano
Aproximadamente veinticinco mil gitanos, cerca del 12 % de sus miembros en Rumanía, fueron deportados a Transnistria en 1942;< se calcula que más la mitad de ellos murieron. Antonescu consideraba que la deportación de los gitanos era necesaria para reducir el número de infracciones (robos, crímenes) causadas por la situación de guerra en Rumanía. Su deportación, como la de los judíos, fue selectiva e incluyó a los nómadas, desempleados y aquellos con un historial delictivo, pero no sufrieron discriminación legal teórica, ni sus bienes fueron expropiados, ni perdieron la nacionalidad, a diferencia de la comunidad judía. Antonescu deseaba, sin embargo, expulsarlos de las ciudades, enviándolos a nuevos asentamientos bajo vigilancia militar. Su deportación se debió a una mezcla de motivos sociales (los que Antonescu utilizó para justificar la expulsión de los que consideraba no asimilados) y «raciales». Las deportaciones comenzaron en mayo de 1942 por orden del Consejo de Ministros y finalizaron para los nómadas en agosto, mientras que los sedentarios aún estaban siendo deportados en septiembre. A los deportados apenas se les permitió conservar un bulto y tuvieron que abandonar el resto de sus pertenencias. En algunos casos, se deportó a soldados o a familias de soldados que se encontraban en el frente. La mayoría de las deportaciones acabaron en octubre de 1942, por orden del propio Antonescu. La deportación de una comunidad que estaba aportando soldados a las fuerzas armadas causaba considerables problemas a los mandos militares. Las condiciones de vida de los deportados fue horrenda y la mayoría de las víctimas pereció en el invierno de 1942. El número exacto de miembros de la comunidad gitana muertos en Transnistria se desconoce, pero en mayo de 1944, los que regresaron a Rumanía de la región, registrados por la gendarmería rumana, apenas alcanzaban los seis mil.

###### Medidas favorables
Por otro lado y a pesar de la presión alemana, Antonescu aplicó una serie de medidas relativamente favorables a la población judía. A comienzos de septiembre de 1941, abolió la obligación de que los judíos rumanos llevasen la estrella de David, medida que trató de extender a los judíos rumanos residentes en la Europa ocupada. También en septiembre, prohibió el marcado de las tiendas judías tras reunirse con el representante de la comunidad, acontecimiento que se repitió en diversas ocasiones durante la guerra, aunque en octubre no se mostró dispuesto a acabar con los desmanes perpetrados contra la comunidad.
Tampoco envió representantes rumanos a la Conferencia de Wannsee de enero de 1942 que, a pesar de esta ausencia, aprobó la deportación de doscientos ochenta mil judíos rumanos al Gobierno General. Pocos días más tarde, en el consejo de ministros del 13 de octubre, Antonescu prohibió continuar las deportaciones, antes de la derrota alemana en la batalla de Stalingrado. El permiso de las autoridades rumanas para el envío de comunidad y ropa a Transnistria y la mejora relativa del trato en la región se debió en gran parte a la presión y sobornos estadounidenses. Se cree que fue la presión tanto interna (de destacados políticos como Maniu, Brătianu o Lupu o de la propia reina madre) como externa (de las embajadas sueca y suiza, del Vaticano, de la Cruz Roja Internacional o de agencias estadounidenses, y el rechazo de la interferencia alemana en el «problema judío» el que llevó a la paralización y posterior abandono de las deportaciones. La decisión de posponer indefinidamente las deportaciones fue la causa de la supervivencia del grueso de la población judía de Valaquia, Moldavia y el sur de Transilvania, mientras que las medidas aprobadas por Antonescu para Besarabia, Bucovina y Transnistria lo fueron de la muerte de la mayoría de la comunidad en estos territorios. A partir de finales de 1942, Antonescu y otros responsables políticos rumanos asumieron que podían utilizar la mejora de las condiciones de los judíos como método para mejorar la imagen del país ante británicos y estadounidenses.
Antonescu también favoreció durante la guerra la emigración de parte de la población judía, a pesar de la oposición alemana a la medida. Según informes de la embajada alemana de finales de 1942, Antonescu había aprobado la emigración a Palestina de entre setenta y cinco y ochenta mil judíos a cambio de un pago de doscientos mil lei y había rechazado la participación rumana en la «solución final». La expropiación de empresas judías también se fue frenando con el tiempo, descendiendo paulatinamente entre 1940 y 1942. En los territorios bajo control rumano a finales de 1940, tampoco se completó la concentración de la población judía en guetos y la gran mayoría (unos trescientos cuarenta y dos mil), sobrevivió a la guerra, el mayor número de la Europa controlada por el Eje. A finales de 1942, la agencia creada para gestionar la deportación de la población judía comenzó a dedicarse a la repatriación selectiva de los deportados.
En 1943, con la continua retirada alemana en el frente oriental por las sucesivas derrotas, Antonescu aprobó el traslado de los supervivientes judíos de Transnistria a Palestina a través de Rumanía, a petición de Wilhelm Filderman. La sección europea del Congreso Judío Mundial, que solicitó en vano la cooperación de los Aliados para el proceso, consideraba que Antonescu se mostraría favorable. Con la llegada del frente a Transnistria en 1944, el mariscal permitió a los supervivientes judíos de la región que habían sido deportados en 1941 regresar a territorio rumano, ofrecimiento que aceptó la mayoría de ellos —la mayoría fue repatriada por la fuerza a la URSS en 1949 acusados de deserción—. La repatriación, empero, no podía suponer simplemente el regreso de los deportados a sus lugares de origen; a finales de abril de 1944, Antonescu exigió su concentración en ciertas ciudades o guetos al tiempo que enviaba aparte de ellos a batallones de trabajo.

#### Política exterior

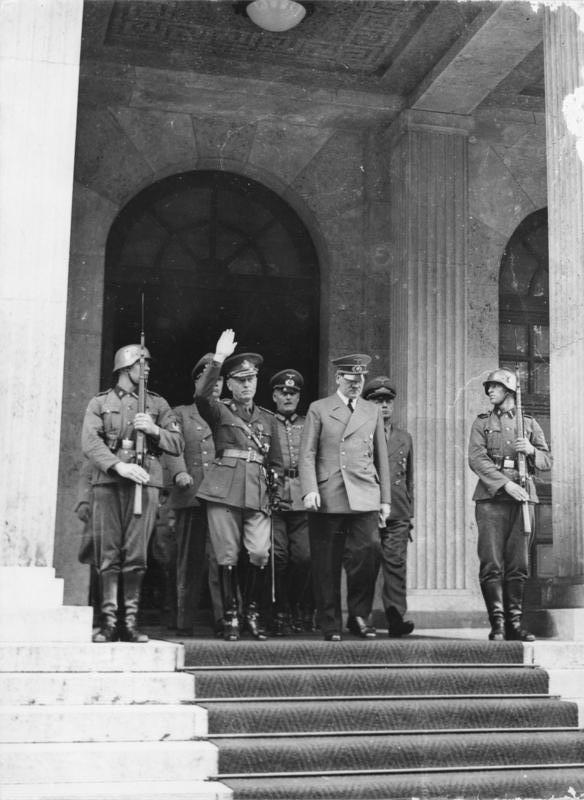
Antonescu y Hitler en junio de 1941, días antes del comienzo de la invasión de la URSS, en la que Rumanía participó activamente. Antonescu mantuvo hasta su derrocamiento una estrecha alianza con Hitler, que respetó desde el comienzo el nacionalismo, la colaboración con el Reich y las cualidades militares de aquel.

En cuanto a la política externa, el principal objetivo de Antonescu fue una alianza firme con Alemania, que se estrechó aún más tras la supresión de la Guardia. Inicialmente proaliado, la derrota de Francia, los reveses británicos en el continente, la amenaza soviética constante y la sensación de que Alemania acabaría por ganar la contienda le convencieron de la necesidad de una alianza con el Tercer Reich. Estableció contactos con los alemanes durante el verano de 1940 —época en la que estos ayudaron a evitar su posible asesinato— y, en la crisis del otoño, se presentó como la opción que parecía garantizar orden y estabilidad en el país —convenientes para Alemania, interesada en los productos rumanos— frente a la posible incapacidad política de la Guardia, que carecía de un programa claro y hombres capaces de dirigir el país. El apoyo de las organizaciones del partido nazi y de sus servicios de seguridad a los legionarios durante la revuelta de enero de 1941 le permitieron exigir y lograr la retirada del personal de estas de Rumanía durante la primavera de ese año, lo que aumentó su control de la política interior y le libró de posibles interferencias de la Gestapo, el Sicherheitsdienst y otras organizaciones nazis. Inmediatamente después de la proclamación de la dictadura militar y del aplastamiento de los legionarios, el Gobierno de Antonescu recibió también a representantes de Himmler para colaborar en la eliminación de la población judía del país.
Entre noviembre de 1940 y agosto de 1944, se pueden distinguir dos etapas en lo que concierne a la implicación de Rumanía en la política del Eje: la primera, de noviembre de 1940 a junio de 1941, en la que Rumanía se adhirió a la alianza pero no participó activamente en la guerra mundial; y la segunda, de junio de 1941 a agosto de 1944, en la que se involucró ya activamente en el conflicto mundial al lado de sus aliados del Eje.
Durante la primera, Antonescu se limitó a facilitar las campañas alemanas en los Balcanes, pero sin participar militarmente en ellas. Desde la reunión con Hitler en enero, no obstante, conocía la intención alemana de atacar la URSS y el deseo de Berlín de que los rumanos participasen en él. El permiso para que las unidades alemanas destinadas a invadir Grecia produjo la retirada de la embajada británica en febrero. Ante el ataque a Yugoslavia, indicó al comienzo que, dadas las tradicionales buenas relaciones rumano-yugoslavas, no deseaba plantear reclamaciones territoriales, aunque se opuso tajantemente a la entrada de unidades húngaras en el Banato yugoslavo y amenazó con enviar tropas rumanas para expulsarlas si esto sucedía. Esta amenaza llevó a Alemania a no entregar la región a Hungría y a establecer en ella una administración autónoma dominada por la minoría alemana local. Por otra parte, las posteriores reclamaciones rumanas del Banato yugoslavo y de una Macedonia independiente con autonomía para la minoría rumana fueron rechazadas por Berlín.

##### Disputa por Transilvania
Antonescu y el Gobierno de Budapest mantuvieron su enfrentamiento por lograr el control de toda Transilvania. El arbitraje de Viena no solucionó el problema de las numerosas minorías ni el deseo de los dos Gobiernos por hacerse por el territorio del país vecino. Las medidas discriminatorias en política, educación y economía, implantadas por los dos países, alimentaron la tensión bilateral, que Hitler trató de aprovechar en su beneficio al tiempo que se aseguraba de que no estallase en un conflicto militar. Aunque se trató del principal problema de la política exterior rumana entre 1941 y 1943, Antonescu fue incapaz de alcanzar un acuerdo con el Gobierno magiar que lo resolviese, a pesar de los contactos de la primera mitad de 1943, impulsados por el convencimiento mutuo de la futura derrota alemana, del deseo de evitar una ocupación soviética y de alcanzar un acuerdo con los Aliados occidentales. Las conversaciones bilaterales oficiosas, conocidas por Hitler, fracasaron en el verano por las ambiciones territoriales de ambas partes.

##### La guerra contra la Unión Soviética

###### Recuperación de las provincias perdidas

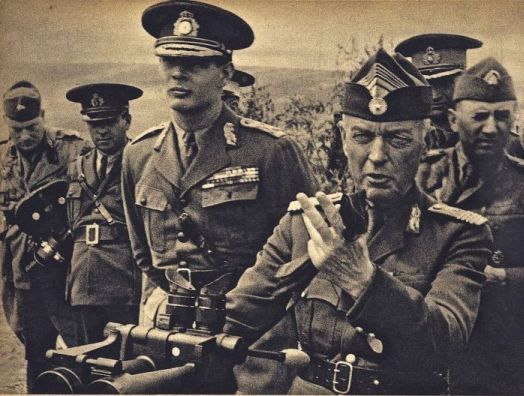
Antonescu, junto al rey Miguel, observando las operaciones militares a orillas del Prut.

El 12 de junio, Antonescu fue el primer aliado de Alemania que recibió la noticia de los planes de Hitler de atacar próximamente la Unión Soviética, tras el despliegue de varias divisiones en la frontera soviética a petición alemana a comienzos del mes. Antonescu expresó su deseo de participar desde el comienzo en la invasión; deseaba no sólo recuperar los territorios perdidos en junio de 1940, sino participar en lo que consideraba una cruzada cristiana contra el bolchevismo infiel. Prometió por tanto una cooperación militar y económica plena con Berlín.
El 22 de junio de 1941, Rumanía entró en la guerra, al lado de Alemania y sus aliados, atacando a la Unión Soviética, sin declaración de guerra previa. Era el inicio de una guerra considerada en Rumanía «guerra santa, anticomunista, justa y nacional», que causó entusiasmo entre gran parte de la población. Rumanía quería principalmente recuperar las provincias obtenidas por los soviéticos en junio de 1940 y eliminar definitivamente cualquier amenaza soviética. Los dirigentes rumanos y la población confiaban en que la campaña fuese corta gracias a la supuesta superioridad militar alemana.
Antonescu empleó el grueso del Ejército rumano en la campaña soviética, aunque alrededor de la mitad de las unidades destinadas al frente quedaron bajo mando alemán. Antonescu mandaba formalmente —su Estado Mayor lo formaban oficiales alemanes— el «grupo de ejércitos Antonescu», que englobaba al 3.er Ejército rumano, el 11.º alemán y el 4.º rumano y cubría el flanco derecho del Grupo de Ejércitos Sur, destacado en la Polonia ocupada.
En un mes de campaña, los rumanos retomaron Besarabia y el norte de Bucovina, lo que culminaba sus principales objetivos militares. El 3.er Ejército rumano, al mando en realidad de un general alemán, tomó la antigua capital de Cernăuţi el 4 de julio. Las operaciones de recuperaciones de las provincias perdidas en 1940 habían finalizado prácticamente el 27 de julio, habiendo sufrido Rumanía cerca de veintiún mil bajas.
El 22 de agosto, el rey ascendió a Antonescu al rango de mariscal por la recuperación de Bucovina y Besarabia. El 4 de septiembre, se proclamó a Besarabia y Bucovina de nuevo provincias rumanas. Ambas permanecieron bajo administración militar durante el resto del gobierno de Antonescu. Los dirigentes de los principales partidos Iuliu Maniu y Constantin I. C. Brătianu aconsejaron entonces a Antonescu que detuviese el avance de las tropas rumanas y no ocupase territorio soviético que no hubiese pertenecido anteriormente a Rumanía, a lo que el mariscal se negó. Este sostenía que la seguridad de las provincias recuperadas dependía de la derrota soviética, meta en el que estaba dispuesto a cooperar con los alemanes.

###### Avances más allá del Dniéster y Stalingrado

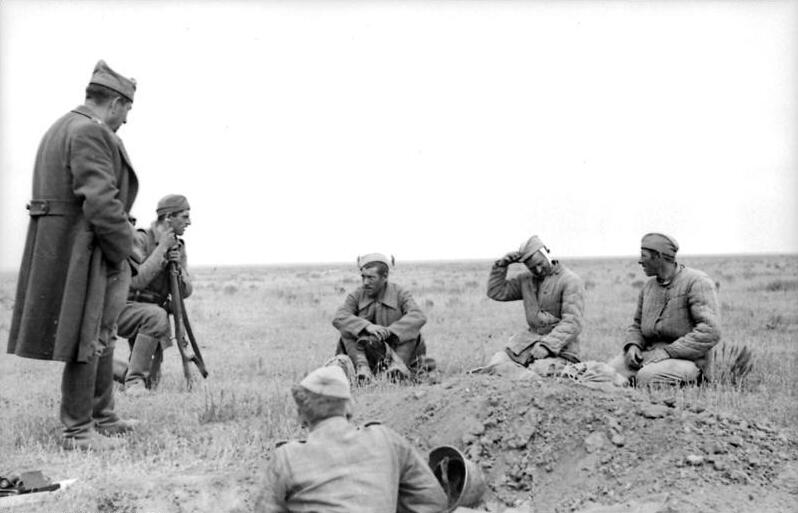
Soldados rumanos con prisioneros soviéticos, junio de 1942.

Antonescu aceptó continuar la guerra más allá del Dniéster al lado de Alemania y participar en lo que creía supondría la destrucción de la URSS. El cruce del río comenzó el 17 de julio y el 3 de agosto el 4.º Ejército se dirigió a Odesa, única ciudad ya bajo control soviético entre el Dniéster y el Bug; Antonescu recibió el día 6 la Cruz de Hierro de manos de Hitler, además de la Cruz de Caballero de la Cruz de Hierro y se convirtió en el primer extranjero en recibir esta condecoración. El general esperaba conseguir de la anulación del arbitraje de Viena que había concedido el norte de Transilvania a Hungría a cambio de continuar la campaña contra la URSS. Es posible que fuera también una decisión influenciada por su concepto del honor militar. El mariscal se comprometió a utilizar las unidades rumanas en misiones de seguridad entre el Dniéster y el Dniéper y a permitir que algunas otras —brigadas de montaña o de caballería— participasen en los combates más allá de este. Además del compromiso militar, los dos mandatarios acordaron el traspaso de la zona entre el Dniéster y el Bug Meridional, llamada «Transnistria», a administración civil rumana, acuerdo que se formalizó días más tarde, el 30 de agosto. La cesión no era permanente ya que para esto Hitler esperaba la renuncia de Antonescu a la Transilvania entregada a Hungría, condición que este rechazó. Aunque se negó a convertir la ocupación militar en una anexión legal, Antonescu esperaba poder mantener la posesión del territorio indefinidamente, convertirla en provincia rumana y expulsar a la población no rumana de él. La recuperación de todos los territorios perdidos por Rumanía desde el comienzo de la contienda fue una preocupación constante para el mariscal. Transnistria, con una pequeña minoría rumana del 11 % de la población, siguió siendo administrada con leyes soviéticas, divisa alemana y una frontera sin libre circulación con Rumanía; Antonescu se limitó a aprovechar los recursos agrícolas del territorio para compensar la bajada de la producción rumana.

Rumanía en 1942, tras la incorporación de Transnistria. La región quedó administrada pero no anexionada al país por la negativa de Antonescu a aceptar la pérdida definitiva de Transilvania, condición impuesta por Hitler para ello.

La toma de Transnistria trajo dos importantes consecuencias: una importante desmovilización temporal de casi la mitad de las fuerzas rumanas (de cerca de novecientos mil hombres en octubre a alrededor de cuatrocientos sesenta y cinco mil en enero de 1942) y la declaración de guerra británica, por instigación de Stalin. Si bien la recuperación de Bucovina y Besarabia no había inquietado a los británicos, la ocupación de Transnistria suponía una expansión territorial a costa de la URSS. El 7 de diciembre, tras la falta de una respuesta rumana a su exigencia de retirada de la Unión Soviética, Gran Bretaña declaró la guerra a Rumanía, para consternación de Antonescu, que sentía gran respeto por el Reino Unido. Pocos días después —el 12 de diciembre— y obligada por su pertenencia al Pacto Tripartito, la nación entraba en guerra con los Estados Unidos, a pesar de que Antonescu declaró:

Soy aliado del Reich contra Rusia y neutral en la lucha entre Gran Bretaña y Alemania. Soy partidario de los EE. UU. frente a Japón.

Tanto Antonescu como la elite política rumana eran renuentes aliados de Berlín en su lucha con las potencias occidentales, no así en el conflicto con la URSS. Aunque las declaraciones de guerra con Gran Bretaña y los EE. UU. no tuvieron repercusiones inmediatas, más tarde condujeron a duros bombardeos.
En febrero de 1942 y convencido de la inminencia de la derrota soviética, Antonescu volvió a prometer nuevas fuerzas rumanas para la ofensiva de primavera, aunque exigió armamento moderno alemán para equiparlas y la participación significativa de Bulgaria y Hungría en la campaña. Al tiempo, reiteró el deseo rumano de recuperar la Transilvania perdida, aunque se mostró dispuesto a posponer esta reivindicación hasta el final de la guerra mundial. Para neutralizar cualquier amenaza húngara en Transilvania, estrechó lazos con Croacia y Eslovaquia en mayo. Ante el aumento de choques fronterizos en la primavera y el verano, Hitler impuso a Horthy y Antonescu el reconocimiento público de la frontera de 1940, que Antonescu concedió de mala gana en agosto, sin dejar por ello de reclamar a Hitler el territorio en las sucesivas entrevistas de ambos.
Las tropas rumanas, que no contaban con el respaldo de un Estado industrializado moderno, estaban escasamente equipadas con artillería pesada y tanques, sufrieron gran número de bajas y fueron incapaces en numerosas ocasiones de aprovechar su teórica ventaja. Carente de una industria fuerte que suministrase el armamento necesario para modernizar las divisiones rumanas y sin suministro alemán suficiente —los alemanes preferían crear nuevas unidades propias a mejorar el armamento de las rumanas—, Antonescu tuvo que abandonar sus planes de reorganizar el Ejército en torno a divisiones blindadas y motorizadas y limitarse a aumentar las unidades de infantería. El 75 % de los soldados eran campesinos, siendo la mitad de ellos analfabetos. Resistentes y capaces de marchar largamente, su falta de educación les dificultaba el uso de armas modernas y ofrecer oposición a los ataques de blindados. Los oficiales rumanos, al contrario que la tropa, recibieron duras críticas de sus aliados alemanes. Las tropas rumanas eran las terceras por número del Eje, sumando 585 000 soldados combatiendo en el frente oriental entre junio y octubre de 1941.
El Ejército rumano participó en batallas muy complicadas, como las de Odesa (tomada el 16 de octubre de 1941 tras una feroz resistencia soviética de casi dos meses), en Crimea y en las montañas del Cáucaso, en las que sufrió pérdidas importantes. Tan solo el largo sitio de Odesa, para el que Antonescu había rechazado la ayuda alemana subestimando la fuerza de los defensores, causó cerca de setenta mil bajas a los rumanos, obligó a la retirada de Transnistria
del mermado 4.º Ejército y redujo la contribución rumana a la campaña del invierno de 1941-1942. De las cinco o seis divisiones que participaron, la mayoría lo hicieron en la toma de Crimea como parte del 11.º Ejército alemán. La campaña de Crimea, en la que Antonescu cooperó diligentemente con el general alemán al mando, Von Manstein, se saldó con una brillante victoria, satisfactoria para los dos aliados. Antonescu no solo envió cerca de medio millón de hombres al frente oriental en la segunda mitad de 1942 —más del doble que Italia y más que ningún otro aliado de Alemania— como había prometido en febrero a Hitler, sino que sostuvo con petróleo y víveres a las fuerzas italianas. En el otoño de 1942, Antonescu aportaba al Eje en el este más soldados que Mussolini en África y la URSS. La participación rumana en la campaña ucraniana produjo cierta oposición en los mandos, más pública por la larga enfermedad de Antonescu que parecía anunciar su pronto fallecimiento; este reaccionó pasando a la reserva a veintitrés altos mandos durante el verano y otorgándose poderes extraordinarios en septiembre para afrontar cualquier posible oposición.
Nuevamente en el verano de 1942, grandes fuerzas rumanas participaron en las batallas del verano del frente oriental; ocho divisiones rumanas combatieron al este del Don, la mayoría en la marcha hacia el Volga, en los flancos de las unidades alemanas. Los soviéticos lanzaron su ofensiva de invierno a finales de noviembre precisamente en estas posiciones, donde los rumanos se batieron con valentía pero, carentes de armamento moderno suficiente, tuvieron que retroceder, permitiendo a los primeros rodear Stalingrado.
La batalla de Stalingrado causó ciento cincuenta y cinco mil muertos, heridos o desaparecidos rumanos y destruyó dieciocho divisiones rumanas. Mal armados, escasos de hombres y sin apoyo suficiente, los ejércitos rumanos perdieron un cuarto de sus efectivos en el frente oriental. Antonescu se había mostrado inquieto ya a finales de agosto por los planes alemanes y por la enorme concentración (el 80 % de Ejército rumano) en esta campaña. En septiembre, había solicitado en vano a Hitler la retirada de las divisiones rumanas del frente para reforzarlas y concentrarlas bajo un mando rumano único. La importante derrota causó tensión entre Alemania y Rumanía, que se acusaron mutuamente de ser las responsables del desastre. A pesar de ello, en enero de 1943, Antonescu visitó a Hitler, acordó rearmar a las divisiones rumanas con material alemán obtenido a crédito y mantuvo públicamente su fe en la victoria alemana. Mientras se formaban diecinueve nuevas divisiones, Antonescu se comprometió a mantener en Crimea y el Cáucauso las ocho que aún existían tras la derrota.

###### Retirada y contactos con los Aliados

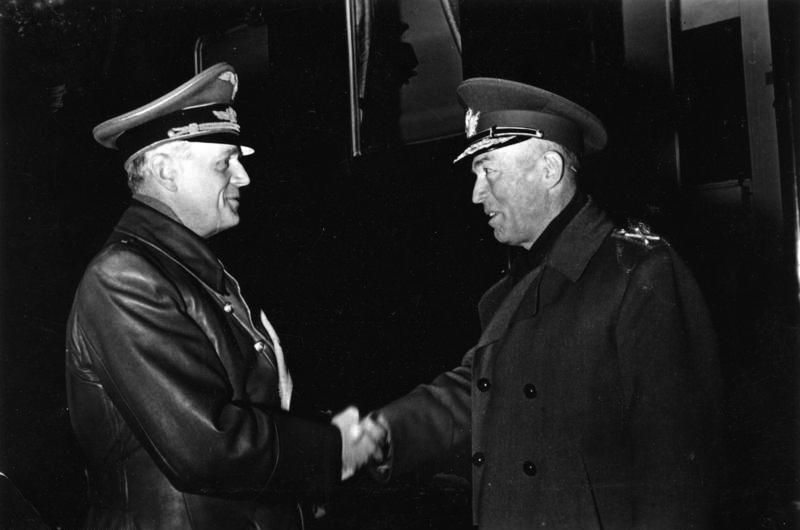
Antonescu, a la derecha, junto al ministro de Asuntos Exteriores alemán, Von Ribbentrop en 1943. El general mantuvo la alianza con el Reich al tiempo que toleraba las negociaciones con los Aliados occidentales.

La derrota en Stalingrado supuso un punto de inflexión en la política rumana: temiendo los avances soviéticos, Antonescu mantuvo la extensa cooperación militar con Alemania pero, al mismo tiempo, buscó un acuerdo con los Aliados occidentales. Las crecientes peticiones alemanas de hombres y material para el frente oriental reforzaron el convencimiento de Antonescu de la futura derrota alemana y permitieron al país lograr algunas concesiones económicas del Reich.
El mariscal permitió los intentos de contacto con los Aliados de su ministro de Asuntos Exteriores y de Maniu, que comenzaron en enero de 1943. La insistencia de aquellos en una rendición incondicional frustró estos primeros contactos. Así, a lo largo de 1943, en nombre del Gobierno de Bucarest, los diplomáticos rumanos contactaron a representantes de los Aliados con el propósito de firmar una paz separada, sin aceptar, sin embargo, la condición básica de rendición exigida por los estos. Los intentos rumanos de pactar con británicos y estadounidenses, de evitar a los soviéticos y de satisfacer sus deseos territoriales fracasaron. Ni Maniu ni el ministro mostraron interés en pactar con los soviéticos, a pesar de los contactos con Moscú, convencidos de poder rendir el país a Londres y Washington. Antonescu rechazó las acusaciones de traición de Hitler sobre Maniu y el ministro de Exteriores y, en su reunión de comienzos de abril, pidió en vano que Alemania firmase la paz con los Aliados occidentales para concentrarse en combatir a la Unión Soviética. Los contactos de Mihai Antonescu con los italianos para presentarse conjuntamente ante los británicos y estadounidenses no dieron fruto y acabaron por el derrocamiento de Mussolini y la rendición italiana. En septiembre, Hitler nuevamente se entrevistó con Antonescu que, en medio de la crisis italiana y con la reciente muerte del rey Boris de Bulgaria, reiteró su fidelidad al Eje. Rescatado Mussolini de su arresto y proclamada la República de Saló, Rumanía se convirtió en el segundo país tras Alemania en reconocerla, en contra de la opinión de Mihai Antonescu. El mariscal, a pesar de presentar a los alemanes informes que indicaban una debilidad de sus fuerzas mayor de la real para obtener más armamento, siguió colaborando estrechamente con Hitler en el diseño de la campaña oriental. Al mismo tiempo, empero, permitió a Mihai Antonescu retomar las conversaciones con los Aliados a través de la embajada de Ankara en septiembre, a su vuelta de la visita a Hitler.
Las negociaciones más importantes se llevaron a cabo en Ankara (septiembre de 1943 - marzo de 1944) y Estocolmo (noviembre de 1943 - junio de 1944) —por parte del Gobierno Antonescu— y en El Cairo (marzo-junio de 1944) —por parte de la oposición—. En las discusiones celebradas en Estocolmo, trataron el armisticio el embajador rumano Frederic Nanu, en nombre del mariscal Antonescu, y  Aleksandra Kolontái, embajadora de la Unión Soviética en Suecia. Los soviéticos confiaban en poder lograr un acuerdo con Antonescu que facilitaría el cambio de bando de Rumanía al controlar este las fuerzas armadas. Por su parte, el Gobierno rumano abandonó las conversaciones, convencido de poder pactar con británicos y estadounidenses. Antonescu, antisoviético, prefería tratar con británicos y estadounidenses. En febrero de 1944, Maniu despachó al antiguo primer ministro Barbu Știrbey —muy cercano a la familia real— a El Cairo a tratar con el mando Aliado en Oriente Próximo, con la aquiescencia de Antonescu.
En enero de 1944, en una reunión con Maniu, Antonescu expresó su disposición a abandonar la alianza con Alemania si los aliados garantizaban las fronteras rumanas, cosa que Maniu no pudo asegurar. Para entonces el mariscal admitía que Alemania había perdido la guerra y había dado órdenes de no enfrentarse a las tropas británicas o estadounidenses en caso de que apareciesen en los Balcanes, pero se negaba a admitir un posible acuerdo con los Aliados que entregase el control del país a los soviéticos. A finales de marzo, el mando Aliado exigió la rendición inmediata a los soviéticos ante la consulta urgente de Bucarest sobre la actitud Aliada a la ocupación alemana de Hungría y el temor de que Hitler hiciese lo mismo con Rumanía. Las condiciones presentadas por el mando Aliado a comienzos de abril, a los que ni Maniu ni Antonescu respondieron por no incluir garantías territoriales como deseaban, disipó cualquier ilusión de una paz separada que no incluyese a Moscú.
En la nueva reunión con Hitler —la novena— de finales de febrero, este logró que Antonescu accediese a mantener las unidades rumanas que defendían Crimea a cambio de prometer retomar el terreno perdido en Ucrania en junio y acabar así con el aislamiento de la península. Al principio de la reunión, Antonescu había exigido la evacuación del territorio. En la reunión de marzo y con Odesa —puerto de abastecimiento principal de la península— en peligro inmediato de caer el manos soviéticas —lo que sucedió el 10 de abril—, el mariscal exigió nuevamente el abandono de Crimea, que tuvo lugar en abril.
En marzo Hitler convocó a Antonescu y le recriminó las negociaciones de paz, de las que tenía noticia a pesar de su carácter secreto, y solo ante la profesión de lealtad del mariscal decidió mantenerlo en el poder y no ocupar el país, como hizo con Hungría ese mismo mes. Antonescu mantuvo, no obstante, sus intentos de abandonar la guerra con la condición de obtener garantías para las fronteras rumanas, negándose a una rendición incondicional, a pesar del empeoramiento de la situación militar —a finales de marzo, los soviéticos habían alcanzado Bucovina—. Al mismo tiempo, se comprometió con Hitler a aportar nuevas tropas para el frente oriental, aunque exigió la entrega de nuevo armamento y una garantía alemana contra Hungría. Hitler anunció que el arbitraje de Viena había quedado abrogado y que pronto el norte de Transilvania sería devuelto a Rumanía, aunque dejó sin responder la petición de Antonescu de permitir el regreso de los refugiados rumanos transilvanos. Los alemanes se negaron a sopesar la posibilidad de una paz separada con británicos y estadounidenses, sugerida por Mihai Antonescu en la misma reunión.
Mientras, las fuerzas rumanas y alemanas continuaban su retirada de territorio soviético, empujadas por las sucesivas ofensivas de estos entre el verano de 1943 y la primavera de 1944. La principal participación rumana se dio en Crimea donde, tras retirarse del Kuban, siete divisiones rumanas quedaron aisladas junto con otras cinco alemanas en octubre de 1943. Estas fuerzas abandonaron la península a mediados de mayo de 1944, tras el comienzo del embate soviético el mes anterior. El 29 de marzo, el ejército soviético retomó Cernăuţi y Odesa cayó en sus manos el 10 de abril. Ese mismo mes, las unidades soviéticas alcanzaron el Prut. La pérdida del norte de Bucovina no solo supuso la primera pérdida territorial importante desde 1941, sino la creación de cerca de medio millón de refugiados que se unieron al cuarto de millón de transilvanos y las decenas de miles que habían perdido sus hogares por los bombardeos Aliados, una nueva carga para la maltrecha economía nacional. Al contrario que Bucovina, las autoridades rumanas no habían mostrado interés alguno en defender Transnistria, que se evacuó precipitadamente una vez que los soviéticos rompieron las defensas alemanas y avanzaron hacia Odesa; las unidades rumanas, acompañadas de las alemanas también en retirada, trataron de reagruparse a lo largo del Dniéster. Antonescu seguía sin admitir una rendición incondicional como posible y se negó a abandonar a los alemanes, declarando a sus ministros el 6 de mayo:

Señores, debemos mantener una actitud totalmente correcta en nuestras relaciones con los alemanes: en 1940 nos sometimos a ellos, ¿y ahora pensamos en golpearles cuando están abatidos y se enfrentan a la derrota? No podemos hacer eso, caballeros. Nunca he sido un germanófilo y jamás lo seré, así se lo dije a Hitler. [...] El pueblo rumano marcha junto al alemán por sus propios intereses y cuando estás en posición de ayudarle a defender sus derechos te mostrará su gratitud. Debemos comportarnos correctamente con los alemanes.

Por el momento, los soviéticos detuvieron su avance en el río para concentrarse en la destrucción del Grupo de Ejércitos Centro en Bielorrusia, lo que otorgó a las fuerzas rumanas y alemanas algunos meses de relativa calma. La necesidad de reforzar el frente más al norte, sin embargo, obligó a los alemanes a retirar parte de sus unidades blindadas del frente rumano, lo que puso en duda la promesa de Hitler de sostenerlo y, con él, la garantía territorial que había concedido a Rumanía en el otoño de 1940. Tras la consecución de su objetivo en el norte, los soviéticos volvieron a concentrar amplias fuerzas en el frente rumano a finales de julio, lo que aumentó la inquietud de los mandos rumanos.

###### Fracaso de las negociaciones y conspiración contra Antonescu
Los soviéticos, en acuerdo con sus aliados, habían presentado sus condiciones de armisticio el 12 de abril, pero tanto Maniu como Antonescu las rechazaron en abril y mayo. Ambos esperaban poder evitar la ocupación soviética y conseguir el despliegue de tropas británicas o estadounidenses. La negativa de Antonescu a ceder a las condiciones de los Aliados llevaron al rey a planear su derrocamiento, con el apoyo de Maniu y Bratianu. Los soviéticos ofrecieron mejores condiciones unilateralmente en junio, pero Antonescu las rechazó, esperando aún poder pactar con los occidentales, posibilidad inexistente ya entonces por el acuerdo Churchill-Stalin sobre los Balcanes, que asignaba Rumanía a la URSS.

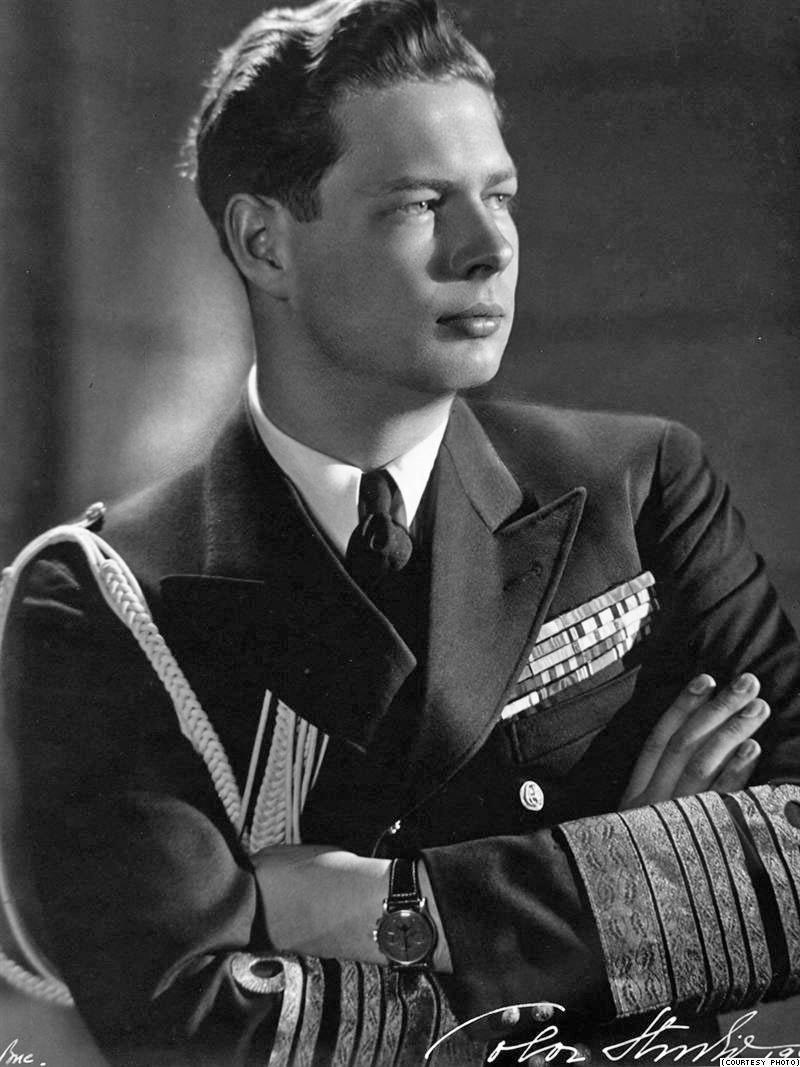
El Rey Miguel, que tramó la conjura que derrocó a Antonescu, una vez que este se mostró contrario a solicitar un armisticio a los aliados.

El 20 de junio, los partidos de oposición (Partido Nacional Campesino, Partido Nacional Liberal, Partido Socialdemócrata y Partido Comunista Rumano) sentaron las bases de una coalición nacional, el «Bloque Nacional Demócrata», con los siguientes objetivos: eliminar a Antonescu del poder, firmar el armisticio con los Aliados y regresar al régimen democrático. La coalición, sin embargo, era precaria: ni Maniu confiaba en los comunistas ni estos en él. El rey estuvo de acuerdo con eliminar al mariscal Antonescu, si éste rechazaba el armisticio con los aliados. Empezó a planearse el golpe de Estado del 23 de agosto de 1944. Antonescu regresó deprimido de su reunión con Hitler a comienzos de agosto y no respondió a las propuestas de los soviéticos en Estocolmo, más favorables que las planteadas en Cairo por las tres potencias Aliadas. Hitler había tratado de asegurarse la lealtad de Antonescu, que este había condicionado al sostenimiento alemán del frente con la URSS, la eliminación de los bombardeos sobre Rumanía y la reacción alemana a una posible apertura de los estrechos turcos a las flotas Aliadas.
A pesar de no alcanzar ninguna conclusión en esta última entrevista entre ambos, Antonescu no trató de abandonar la alianza con el Reich y mantuvo su convencimiento de poder alcanzar un acuerdo con los Aliados occidentales contra la URSS. Tras aceptar a regañadientes la confesión alemana de que no se podían enviar nuevas divisiones blindadas a Rumanía para reforzar el frente ante un ataque que Antonescu juzgaba inminente y que suponía la imposibilidad de sostener la línea del Dniéster, este propuso nuevamente la retirada a la línea defensiva formada por los Cárpatos, el Danubio y las fortificaciones intermedias, más fácil de defender con fuerzas menores, a pesar del sacrificio territorial. La sugerencia de que esto podría permitir a los alemanes retirar parte de sus fuerzas para utilizarlas en otros frentes, sin embargo, le pareció sospechosa a Hitler —que temía la rendición rumana— y la rechazó. El posterior cambio de opinión resultó tardío para permitir ya la operación.
El 20 de agosto, se desencadenó una nueva ofensiva soviética, una de las condiciones que Maniu había establecido para llevar a cabo el golpe de Estado que habría de deponer a Antonescu, y se fijó tardíamente la fecha para el golpe para el día 26. Tras visitar rápidamente el frente y convencerse de la gravedad de la situación militar, con los soviéticos a punto de romperlo y poniendo en fuga a algunas unidades rumanas, Antonescu regresó brevemente a la capital para informar al rey. Una vez conocida la intención del mariscal de regresar al frente el 24, los confabulados decidieron adelantar la fecha del golpe al 23. El ministro de Exteriores Mihai Antonescu y la propia esposa del mariscal le convencieron para que acudiese a ver al rey y solicitase un armisticio. Tras solicitar el apoyo por escrito de Maniu y Bratianu para la petición de armisticio y no lograrlas por encontrarse estos ilocalizables, se negó en principio a acudir a palacio y solo la llamada del general Constantin Sănătescu le hizo cambiar de opinión y finalmente ir a la cita con el monarca.
Tras una tensa entrevista entre Antonescu y el rey Miguel, éste destituyó a Antonescu y lo detuvo —junto con Mihai Antonescu—, tras haberse negado el mariscal a solicitar el armisticio sin avisar antes a Hitler o a dejar el poder. El rey nombró inmediatamente un nuevo Gobierno encabezado por Sănătescu, formado principalmente por militares y con los dirigentes de los partidos del Bloque como ministros sin cartera. El Ejército permaneció fiel al rey, sin que los oficiales de alto rango defendiesen al mariscal, y obedecieron las órdenes del nuevo Gobierno.

## Juicio y muerte
La misma noche del golpe y tras haber redactado su testamento, los golpistas entregaron a los dos Antonescu a una unidad clandestina comunista, que los ocultó en un domicilio de la capital. Tras la entrada en Bucarest el 31 de agosto, el mando soviético exigió la entrega de Antonescu, que requirió la colaboración de los comunistas locales. A pesar de la resistencia inicial de estos a confiar a los prisioneros, las autoridades militares soviéticas lograron su custodia esa misma tarde. El 2 de septiembre, se envió al grupo a Moscú, a donde llegaron el 5. El armisticio del 12 de septiembre, firmado en Moscú, legalizó su detención. Se les encerró en buenas condiciones en una fortaleza a 60 km de la capital soviética, donde el 8 de noviembre Antonescu trató de suicidarse, lo que provocó que se reforzase la vigilancia de los prisioneros.

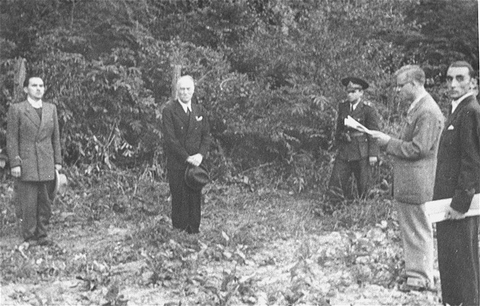
Los Antonescu, momentos antes de su fusilamiento el.

El 10 de mayo de 1945, dos días después de la firma de la rendición alemana en Berlín, los detenidos abandonaron la fortaleza y se les trasladó en condiciones mucho peores a Moscú. A Antonescu se le mantuvo arrestado dos años en la Unión Soviética junto con otros destacados miembros de su Gobierno en la cárcel moscovita de Lubianka, antes de ser devuelto a Rumanía para ser juzgado. El Gobierno de Petru Groza había aprobado en enero de 1945 las leyes que permitieron juzgar a los responsables de la dictadura del periodo bélico. Estas se ampliaron considerablemente en abril y permitieron el establecimiento de «tribunales populares» en los que se podía ignorar el procedimiento judicial habitual, teóricamente para acelerar los juicios. Estas leyes tuvieron que hacerse retroactivas para permitir el juicio de Antonescu y de sus colaboradores. El Gobierno aceleró la detención de antiguos ministros, destacados miembros de la dictadura y toda clase de funcionarios que en mayo ya eran alrededor de cuatro mil. Stalin decidió juzgar a Antonescu y el embajador soviético anunció la aprobación de su entrega al Gobierno rumano, junto con la de otros destacados miembros de su régimen, el 4 de abril. La medida contó con la aprobación estadounidense. A mediados de abril, el mariscal se hallaba de nuevo bajo custodia rumana.
El juicio por crímenes de guerra, el más espectacular de los llevados a cabo en el país, fue el del mariscal, que comenzó el 6 de mayo de 1946. Sin duda sobre la condena del acusado por la presión de las autoridades, el juicio sirvió a estas para tratar de desprestigiar a Maniu y Brătianu, ignorando sus anteriores críticas a Antonescu y destacando los momentos en que se habían mostrado de acuerdo con este. Antonescu, al contrario que Mihai Antonescu, se mostró sereno y digno durante todo el juicio y aceptó la responsabilidad por sus acciones de gobierno. Entre los cargos se encontraban el haber permitido la explotación y ocupación alemanas del país —por los que recibió cadena perpetua—, el haber llevado a cabo una guerra de agresión contra la URSS y el resto de Aliados, maltratado a los prisioneros de guerra y rehenes, ordenado matanzas por motivos racistas y políticos y de civiles en territorio ocupado o el haber utilizado las deportaciones y los trabajos forzados. Antonescu matizó algunos cargos y, en general, rechazó la mayoría. Trató en vano de justificar sus acciones. El Tribunal del Pueblo condenó a ambos a muerte el 17 de mayo, se rechazó su recurso que consideraba ilegal las leyes por las que se les juzgaba el 31, y se les fusiló en la prisión de Jilava el 1 de junio. El rey había realizado un intento de última hora de acceder a la petición de clemencia interpuesta, que no logró el respaldo del Gobierno ni el de las tres potencias Aliadas. Un destacamento de treinta policías se trasladó a la prisión para fusilar a los condenados cuya pena no se había conmutado. Entre las cinco y las cinco y media se permitió a los condenados despedirse de sus familiares y más tarde se les trasladó a un campo cercano donde Antonescu rechazó que se le vendasen los ojos; alrededor de las seis, se les fusiló, mientras el mariscal saludaba al pelotón con su sombrero. Posteriormente, circularon versiones incorrectas del ajusticiamiento que realzaban la figura del militar y que volvieron a reaparecer en la década de 1990.

## Imagen póstuma
Desde mediados de la década de 1960, la historiografía consentida por el Partido Comunista Rumano adoptó un sesgo nacionalista. Durante el periodo de Ceaușescu, el régimen llevó a cabo una rehabilitación parcial de Antonescu y del papel rumano durante la guerra mundial, por su propio interés. En un momento de tensión con Hungría, Ceaușescu trató de minimizar el holocausto rumano y compararlo con el húngaro. Los historiadores oficiales comenzaron a presentar al país durante el gobierno del mariscal como refugio de los judíos, favorecedor de la emigración a Palestina y ajeno al Holocausto. Al humanitarismo rumano se contraponía la barbarie húngara y alemana. Las matanzas de judíos se atribuyeron a los alemanes, al tiempo que se reducía el número de víctimas. Numerosos autores tolerados o patrocinados por el partido pasaron a adoptar un abierto nacionalismo xenófobo y chovinista tras la caída de Nicolae Ceaușescu. La mayoría de las obras sobre el mariscal publicadas desde 1989, de escaso respaldo documental o con fuentes seleccionadas para mostrarlo de manera positiva, favorecían la rehabilitación de su figura. Estas forman parte de una corriente revisionista y negacionista asociada al ultranacionalismo resurgido tras el hundimiento comunista, común a todos los aliados del Tercer Reich, pero especialmente intensa en Croacia y Rumanía. Radicales de derecha y neofascistas propalaron historias sobre la cooperación rumana a los judíos fugados de Hungría, como propaganda política contra Hungría. La prensa ultraderechista rumana también abogó por la rehabilitación de la figura del mariscal. Los esfuerzos negacionistas coincidían en general con los de recuperación de la figura de Antonescu, presentado como un patriota dedicado a restaurar el territorio rumano, héroe de la guerra contra la URSS y defensor de la cristiandad frente a los soviéticos o protector no solo de la comunidad judía nacional, sino también de otros.
A comienzos de la década de 1990, se intensificó la campaña favorable a Antonescu incluso en medios oficiales y se erigieron diversos monumentos en su memoria. Varias organizaciones ultranacionalistas solicitaron infructuosamente la rehabilitación oficial del mariscal en 1992. En 1991, dos años después de la desaparición de la República Socialista de Rumania, el Parlamento guardó un minuto de silencio en memoria de Antonescu. Diversos intentos infructuosos se sucedieron a finales de la década de 1990 y la de 2000 para tratar de rehabilitar política y judicialmente al mariscal. La condena por crímenes contra la paz fue parcialmente anulada el 5 de diciembre de 2006, por la Corte de Apelación de Bucarest. La decisión especifica el hecho de que la situación internacional del año 1940 justificaba de manera objetiva la entrada en una guerra de defensa preventiva contra la Unión Soviética, así que, el artículo 3 de la Convención de 1933 para definir la agresión, no se puede aplicar. Sin embargo, la continuación de la guerra al lado del Eje después de la recuperación de Besarabia y Bucovina es considerada un acto de agresión, así que las acusaciones del Tribunal Popular de 1946 fueron declaradas válidas en gran parte. Aun así, el Gobierno de la República de Moldavia se declaró indignado por lo que considera la «rehabilitación parcial» de Antonescu, a pesar de que Antonescu es considerado oficialmente criminal de guerra, hecho reconocido por el Gobierno de Rumanía. La anulación fue desestimada por el Tribunal Supremo rumano en 2008.